# Carlismus
Der Carlismus (auch Karlismus) ist eine monarchistische politische Strömung in Spanien, deren Anhänger die Legitimität der Thronfolge der spanischen Königin Isabella II. (1833–1868) bestreiten und für das Thronrecht ihres Onkels Carlos María Isidro von Bourbon beziehungsweise der ihm nachfolgenden Thronprätendenten aus seiner dynastischen Seitenlinie eintraten, die mit Alfonso Carlos von Bourbon im männlichen Zweig 1936 ausstarb. Dies führte allerdings nicht zum Ende der carlistischen Bewegung. Seit 1952 favorisiert eine Mehrheit der Carlisten die Thronanwärter aus der auf Francisco Javier von Bourbon-Parma zurückgehenden Seitenlinie des Hauses Bourbon-Parma.
Von diesen vordergründigen dynastischen Zielen abgesehen bildeten die Carlisten über lange Zeit eine der Hauptparteien in dem innerspanischen Kulturkampf, der sich von der napoleonischen Besatzung bis zum Spanischen Bürgerkrieg von 1936 hinzog und in immer neuen Bürgerkriegen ausgefochten wurde, von denen die sogenannten Carlistenkriege ein Teil waren. In diesem Kulturkampf standen die Carlisten mit ihrer reaktionär-absolutistischen, entschieden katholischen und auf die traditionellen partikularistischen Sonderrechte der spanischen Einzelreiche und Regionen bedachten Weltanschauung gegen die zentralistischen liberalen Ideen jener Kräfte, auf die sich die isabellinische Monarchie stützte. Die personellen, kulturellen und ideologischen Verbindungen zwischen der carlistischen Bewegung und weiteren konservativen politischen Strömungen in Spanien wie dem katholischen Integralismus, dem Franquismus und dem partikulären Nationalismus sind vielschichtig und nicht widerspruchsfrei.

## Entstehung der carlistischen Bewegung

### Der Konflikt zwischen Liberalen und Absolutisten

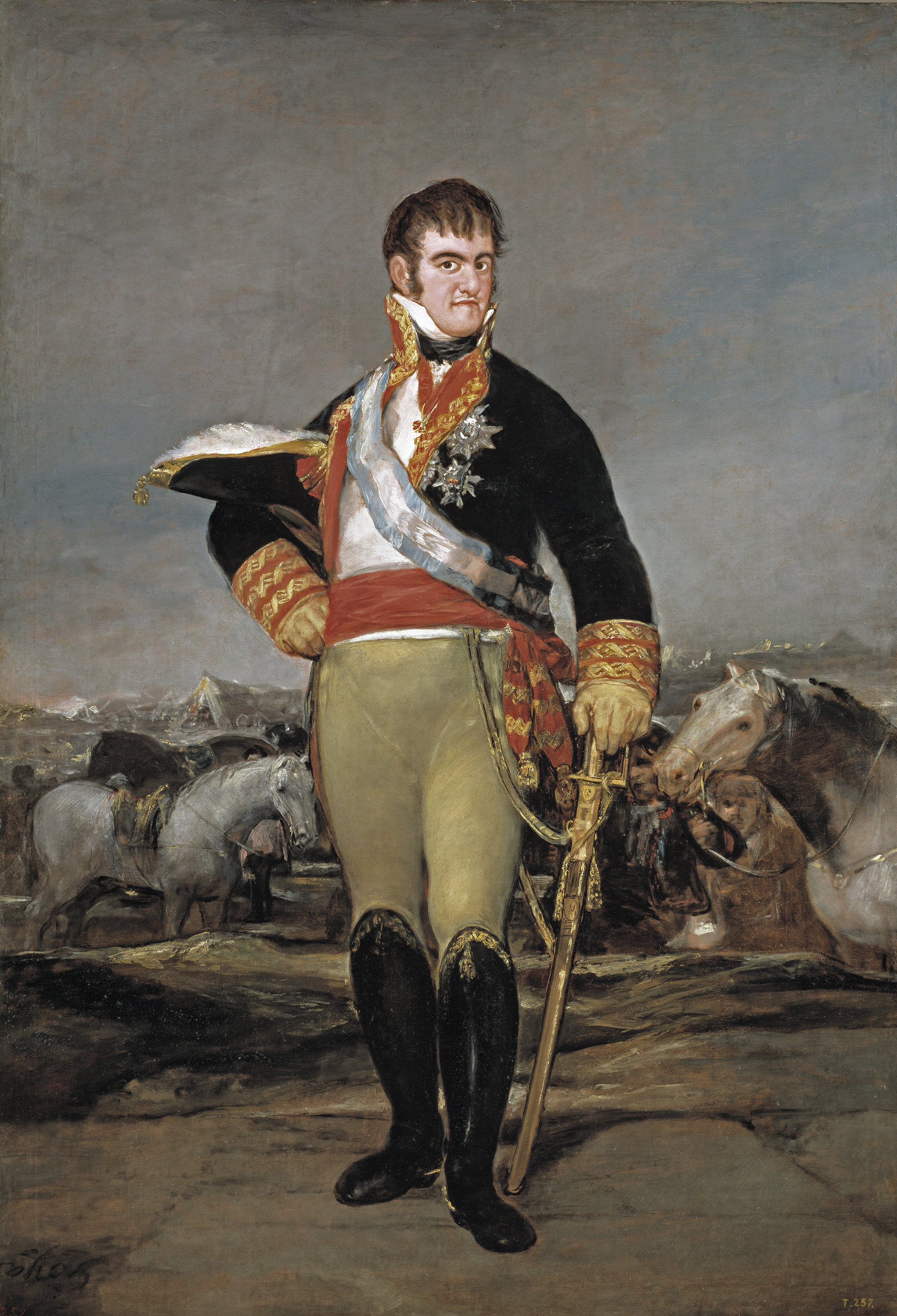
Ferdinand VII.

1808 hatte Spanien vor Napoleon I. kapituliert, konnte ihn und seine Herrschaft aber in einem grausamen Guerillakrieg mit englischer Unterstützung vertreiben. Dieser Widerstand gegen die französische Besatzung ging nicht vom König aus, vielmehr hatte das Volk – in Ermangelung funktionierender zentraler politischer Institutionen – selbst Juntas und Räte zur Organisation der Verteidigung gegen die bonapartistische Besatzung ins Werk gesetzt. Als die Cortes Generales im Jahr 1810 in Cádiz zusammentraten, um eine Verfassung zu beschließen, waren sie ebenso wenig vom König einberufen worden. Diese Erfahrungen machten auf große Teile des spanischen Volks bleibenden Eindruck.
Ferdinand VII. bestieg den spanischen Thron und versuchte trotz aller zwischenzeitlich eingetretenen Ereignisse, an den Cortes vorbei absolutistisch weiterzuregieren. Eine liberale Verfassung wurde 1820 infolge eines pronunciamiento von der Armee erzwungen, wobei die Inquisition abgeschafft und erneut die Cortes einberufen wurden. Die liberale Mehrheit in den Cortes setzte zunächst neben einem Presse- und Vereinsgesetz auch die Aufhebung der Klöster (bis auf vierzehn) und die Unterwerfung der Geistlichkeit unter die staatliche Besteuerung durch. Als die radikalen Liberalen, die „Exaltados“ (denen nach Salvador de Madariaga „die weise Kunst des Wartens ab[ging]“,) 1822 die Mehrheit in den Cortes erlangten, beschlossen sie eine Reihe weiterer radikaler Gesetze, deren Umsetzung jedoch der König nach Möglichkeit behinderte und die Stimmung im Volk dieses radikale Vorgehen nicht guthieß.
Doch schon drei Jahre nach der Wiederannahme der Verfassung (dem „Liberalen Triennium“ oder, wie die Absolutisten sie nannten, den „drei sogenannten Jahren“) wurde diese Verfassung durch eine von Ferdinand selbst herbeigerufene französische Invasion der „Hunderttausend Söhne des heiligen Ludwig“ wieder kassiert. Louis XVIII. von Frankreich wollte mit seiner Intervention allerdings den Absolutismus nicht wiederherstellen, sondern hatte Ferdinand VII. das Versprechen abgenommen, seinem Volk eine charte, also ein gemäßigtes Grundgesetz, einzuräumen. Als Ferdinand sich nicht daran hielt, bestand Louis, um sein Gesicht wahren zu können, darauf, dass wenigstens die Inquisition nicht wieder eingerichtet werden dürfe, und veranlasste Ferdinand, seinen Kirchenminister Víctor Damián Sáez (1776–1839) zu entlassen.
Im weiteren Kampf um eine Verfassung standen sich als Kontrahenten im Wesentlichen die liberale, sehr stark freimaurerisch geprägte und die Ideen der Französischen Revolution favorisierende Armee und die konservativ eingestellte Kirche gegenüber. Die Positionen beider Parteien waren unvereinbar.
Die konservative Partei war vom hergebrachten Bild des Königs überzeugt, welcher sein Amt von Gottes Gnaden hielt und als Gottes Schild und Schwert auf Erden wirkte. Indem der Monarch Souverän war, war Gott der Souverän: Monarchismus und Religion waren für die Absolutisten – und zumal für die spanischen – untrennbar ineinander verschränkt. Daher war eine vertragliche Vereinbarung, welche das Verhältnis des Monarchen zu seinem Volk zu regeln unternahm, nach ihrem Empfinden zugleich eine Majestätsbeleidigung und eine Gotteslästerung. Der König schwor einen Eid bei seiner Krönung, und ebenso schwor er oder vielmehr sein Vertreter, im Falle etwa des Baskenlands unter der Eiche von Guernica, die alten Vorrechte der nichtkastilischen Regionen zu achten. Die Absolutisten sahen demgemäß keinen Vorteil darin, eine Verfassung, welche Menschenwerk war und mit einem Federstrich geändert werden konnte, dem unabänderlichen und vor Gott geschworenen Eid vorzuziehen. Das spanische monarchische Ideal stand hierbei weniger nach dem bourbonischen Absolutismus französischen Vorbilds nach Art einer Regierung des nostre bon plaisir, sondern – Salvador de Madariaga zufolge – weit eher nach der Regierungsweise der Habsburger, welche darin bestand, politische Ideen und Institutionen wie vor allem den spanischen König in einer Weise in Personen verkörpert zu sehen, dass alle Verehrung, alle etwaigen religiösen Attribute nicht der Person, sondern dem Amt zukamen. Dem Amt des Königs war Ehrfurcht geschuldet, soweit und solange er es pflichtgemäß ausfüllte und somit als christlicher König anzusehen war.
Selbst von dieser religiösen Komponente abgesehen bedeutete eine Verfassung der von den liberalen Kräften vorgesehenen Art die Errichtung eines Zentralstaats nach französischem Vorbild, was die Absolutisten ablehnten. Spanien war von jeher einem Staatenbund ähnlicher als einem Staat. Gemeinsame Institutionen aller Landesteile waren im Wesentlichen nur der König in Kastilien und die katholische Kirche gewesen, während die Regionen ihre eigenen Institutionen und ihr althergebrachtes Sonderrecht gepflegt hatten.
Die Liberalen dagegen empfanden das geistige Klima in Spanien, welches dem freien Gedanken und freien Wort entgegenstand, als drückend und arm. Sie sahen mit Bedauern, dass ihr Land bereits seit langem von Europa isoliert war und nach ihrem Empfinden in seiner geistigen Entwicklung anderen Nationen nachstand. Aus diesem Grund standen sie für die Ideale der Französischen Revolution ein und wünschten, dass diesen auch in ihrem Lande zum Durchbruch verholfen werden sollte. Bereits seit dem 18. Jahrhundert in Freimaurerlogen organisiert, vertrat 1810 beim Zusammentreten der Cortes von Cádiz die absolute Mehrheit der Abgeordneten dieser Versammlung eine liberale Politik. Das Liberale Triennium war vor allem das Werk der spanischen Freimaurerei gewesen. In diesen drei Jahren verbreiteten sich die Logen in einem Maße, dass sie zur führenden Kraft des Mittelstands wurden. Von da an stellten die Logen der Liberalen „die Internationale des revolutionären Mittelstandes in ihrem Kampf gegen feudale und religiöse Institutionen“  dar. Im Militär übten die Liberalen einen besonders starken Einfluss aus, und viele pronuniciamientos der folgenden Jahrzehnte waren auf die Tätigkeit von Angehörigen der Militärlogen zurückzuführen. Nach den Vorstellungen der Liberalen sollte Spanien, wie andere europäische Länder es bereits getan hatten, sein Verhältnis zum König nach Art eines Gesellschaftsvertrags regeln und zum Vorteil aller die Befugnisse des Monarchen, der Cortes und anderer Verfassungsorgane klar festlegen. Zu einer nach liberaler Auffassung überfälligen Reform des spanischen Staatswesens gehörte die Ordnung und Straffung der unübersichtlichen staatsrechtlichen Konstruktion des Landes.

### Die Pragmatische Sanktion und die Nachfolge Isabellas II.

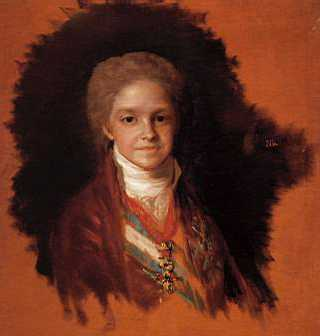
Jugendbild Carlos’ (V.)

Die Zeichen, die einen ernsten Konflikt zwischen Absolutisten und Liberalen ankündigten, mehrten sich bereits zu Lebzeiten Ferdinands. Während seiner weiteren absolutistischen Herrschaft bildete sich bei den Anhängern des Absolutismus unter Führung Víctor Sáez’ eine radikale Gruppe, die sogenannten Apostólicos, welche die Wiedereinführung der Inquisition forderten. Die Apostólicos waren glühende Anhänger Don Carlos’, des Bruders Ferdinands. Infante Carlos María Isidro hatte sich durch besondere Frömmigkeit und strikten Antiliberalismus hervorgetan. Diese Gruppe kann als ein Vorläufer des Carlismus angesehen werden. In den Jahren zwischen der Aufhebung der Verfassung und der späteren Wiederannäherung Ferdinands an die Liberalen um 1830 hatte dieser Kreis um Carlos erhebliche Macht inne. So konnten die Apostólicos die Entlassung mehrerer Minister durchsetzen, wenngleich auch nicht die Wiedereinführung der Inquisition, da die französischen Besatzungstruppen im Lande, die bis ins Jahr 1828 in Spanien verblieben, die Umsetzung einer solchen Maßnahme einstweilen nicht ratsam erscheinen ließen.
Auch die Liberalen radikalisierten sich immer mehr und wurden antiklerikal mit einer besonderen Abneigung gegen Ordensgeistliche. Für religiöse Belange hatten sie wenig Verständnis und wollten auch keines aufbringen. Vielmehr fassten sie die Religion und den Klerus als ernstes und – in dem Maße, in dem sie radikaler wurden – als zu beseitigendes Hindernis für die Errichtung eines modernen und freien Spaniens auf.
Die Bruchstelle des künftigen Konflikts der zwei Teile der spanischen Gesellschaft zeichnete sich schon 1830 ab. Don Carlos, der Bruder Ferdinands, dessen Gesundheit sich unter seiner ausschweifenden Lebensführung immer weiter verschlechterte und der heftig unter der Gicht litt, beanspruchte die Nachfolge des Königs, dem in seinen vier Ehen kein Sohn geschenkt worden war. Die Apostólicos gaben sich in anmaßender Weise siegesgewiss und sahen in Carlos allzu offen den künftigen König. Bereits im Zuge eines Aufstands, der 1827 Katalonien erfasste und der von einer weiteren radikalabsolutistischen Gruppe initiiert worden war, die sich Agreugats („Gekränkte“) nannte, wurde Carlos zum König ausgerufen. Ferdinand ging jedoch mit Entschlossenheit gegen diese Bewegung vor, und Carlos musste abwinken, um nicht den Vorwurf des Hochverrats zu riskieren.
Ferdinand hatte seine einzige Tochter Isabella II. 1830 im Rahmen einer Pragmatischen Sanktion (Pragmática Sanción) unter Abschaffung der Salischen Erbfolge und Rückkehr zur alten spanischen Erbfolge als Thronerbin bestimmt. Dies geschah, indem Ferdinand einen 1789 von den Cortes eingebrachten Antrag auf Herstellung der alten Thronfolgeregelung – den der damalige König Carlos IV. nicht als Gesetz hatte verkünden lassen und der seitdem ruhte – mehr als 40 Jahre später nachträglich genehmigte.

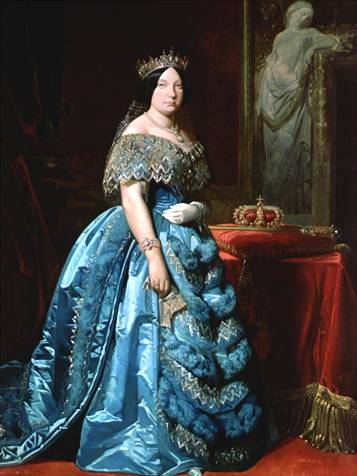
Isabella II. als Erwachsene

Die in Spanien von König Philipp V. im Jahr 1713 eingeführte Salische Erbfolge sah die Thronfolge von Frauen nur dann vor, wenn männliche Thronerben auch in keiner Seitenlinie mehr vorhanden waren. Philipp V., erster spanischer Bourbone, hatte diese Thronfolgeregelung am 13. Mai 1713 auf Druck der übrigen europäischen Mächte nach dem Ende des Spanischen Erbfolgekriegs anstelle der auf das Königreich Kastilien zurückgehenden Regelung eingeführt. Damit sollte verhindert werden, dass die beiden bourbonischen Kronen Spaniens und Frankreichs in einer Hand vereinigt werden konnten.
Um diese Pragmatische Sanktion, die unter Abkehr vom Salischen Gesetz die Thronfolge Isabellas vorbereitete, im eigenen Lande umsetzen zu können, machte Ferdinand den Liberalen Zugeständnisse, etwa indem er die Regierung auswechselte und ein gemäßigt-absolutistisches Kabinett berief. Die Liberalen, die einer Thronfolge Carlos’ mit Schrecken entgegensahen, waren unter diesen Umständen gerne bereit, Isabella als Prinzessin von Asturien anzuerkennen. Carlos sah die Gefahr, und nachdem ein Anschlag seiner Anhänger auf das Leben des Königs erfolglos geblieben war, presste man dem 1832 schwer erkrankten Ferdinand den Widerruf der Pragmatischen Sanktion ab, welche er nach seiner Genesung allerdings umgehend zurücknahm.
Ferdinand sollte recht behalten, als er im Jahre 1832 den folgenden Vergleich zog: „Spanien ist eine Bierflasche, und ich bin der Pfropfen. Wenn ich herausspringe, wird sich der gesamte Inhalt in Gott weiß welche Richtung ergießen“. Bereits unmittelbar nach Ferdinands Tod im Jahr 1833 entzündete sich der unablässige Konflikt zwischen Liberalen und Absolutisten, der bereits seit vielen Jahren an einen Bürgerkrieg grenzte, an der Frage der Nachfolge Ferdinands. Don Carlos sah Isabellas Thronfolge als Raub seiner Thronansprüche an, wofür er durch Ferdinand nach Portugal ausgewiesen wurde. Er wurde von der Kirche und regionalen Autonomisten des Nordens und Nordostens unterstützt. Als die Cortes der dreijährigen Isabella huldigten und die Königinmutter María Cristina die Regentschaft übernahm, führte der Aufruf des Bischofs von León und der Jesuiten, zu den Waffen zu greifen, zur Sammlung der Absolutisten unter dem Banner Don Carlos’, der sich selbst zum rechtmäßigen König erklärte, und damit zur Entstehung der Carlistenbewegung und sofort zu offenem Kriegszustand in Spanien.

## Die Carlistenkriege
Alle drei carlistischen Kriege begannen als Guerillakriege, und reguläre Armeeeinheiten fanden sich in keinem Falle von Beginn an auf carlistischer Seite. In allen Fällen standen sich auch in den carlistischen Hochburgen die von unabhängigen Kleinbauern geprägten ländlichen Gebiete und die mit wenigen Ausnahmen weitgehend liberal gesinnten Städte gegenüber. Nur der Dritte Carlistenkrieg war eine von planender Hand eingeleitete Erhebung, die anderen begannen als Aufstände. Bald entstanden jeweils mehr oder weniger zusammenhängende und sich bekämpfende carlistische und regierungstreue Territorien mit einer Frontlinie und Armeen. Hierbei bildete die territoriale Basis der Carlisten (insbesondere Navarra, die Rioja, das Baskenland, Katalonien und der nördliche Teil der Provinz Valencia) jeweils bald eigene staatliche Strukturen heraus – mit Ausnahme des zweiten Carlistenkrieges, in welchem das nicht der Fall war.

### Der Erste Carlistenkrieg (1833–1840)

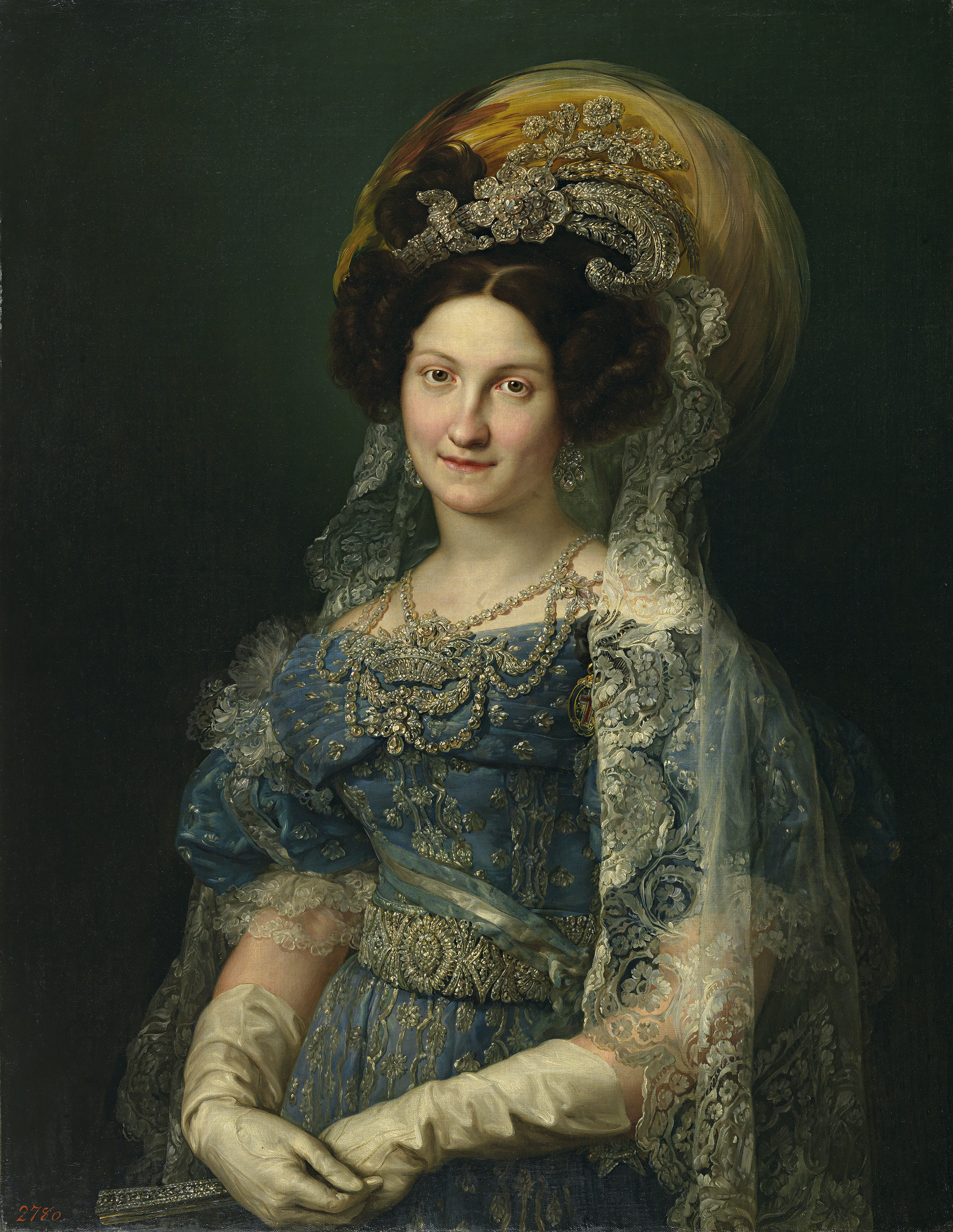
Maria Christina von Bourbon und beider Sizilien, Regentin 1833–1840

Der Erste Carlistenkrieg, ein erster spanischer Bürgerkrieg und zusammen mit den weiteren Carlistenkriegen der letzte größere europäische Konflikt mit dem Ziel der Inthronisierung eines Prätendenten, brach am 5. Oktober 1833, nur sechs Tage nach Ferdinands Tod, mit einem Aufstand in den drei baskischen Provinzen aus. Von hier breitete er sich über Navarra, die Rioja, Aragon, Katalonien, Valencia und sogar Teile der Extremadura und Andalusiens aus. Die Carlisten konnten in Nordspanien (abgesehen von den Festungen des Gebiets) vorübergehend ihre eigene Herrschaft aufrichten. Die Kampfhandlungen zogen sich über volle sieben Jahre bis 1840 hin.

#### Ziele des Ersten Carlistenkriegs
Der Erste Carlistenkrieg hat viele Facetten und wurde von beiden Seiten aus vielen Motiven heraus geführt. Es handelte sich bei diesem Krieg um einen Krieg um die Verteidigung der Religion und des Klerus, einen Krieg um die Macht in Spanien und die künftige Verfasstheit des Landes und um einen Sezessionskrieg derjenigen spanischen Randgebiete, die auf carlistischer Seite standen – vor allem aber handelte es sich um einen Kulturkampf zwischen Staat und Kirche.
Die spanischen Liberalen und das Militär, als „Cristinos“ oder auch „Isabelinos“ bezeichnet, arbeiteten auf eine entschiedene Forcierung eines zentralistischen Aufbaus des Staats und die Unterordnung der Kirche unter den Staat hin. Sie kämpften für den Anspruch Kastiliens auf die Herrschaft über die ganze iberische Halbinsel – und somit auch gegen die Sonderrechte der Randgebiete. Die Regentin María Cristina von Sizilien und ihre Tochter Isabella hatten keine andere Wahl, als sich vollends auf diese in sich heterogenen Gruppierungen, welche man unter der Bezeichnung der konstitutionellen Monarchisten zusammenfassen könnte, zu stützen, wenn sie politisch überleben wollten. Der Preis der Unterstützung durch die Liberalen, die Ausarbeitung und Verkündung einer Verfassung für Spanien, stand von vornherein fest, wenngleich dieser nicht María Cristinas Überzeugung entsprach. Die selbst absolutistisch gesinnte Königinmutter wurde lediglich durch Carlos’ Angriff im Norden daran gehindert, die Liberalen umgehend wieder aus dem Zentrum der Macht zu vertreiben. Da sich die Absolutisten selbst im Wege standen, triumphierten die Liberalen. 1834 verfügte die Regentin Maria Cristina einen königlichen Freibrief: Spanien war damit praktisch zu einer konstitutionellen Monarchie geworden. 1836 zwang der Aufstand eines Armeeregiments, welches nach dem Königspalast zog, María Cristina endgültig zur Anerkennung der Verfassung von 1812.

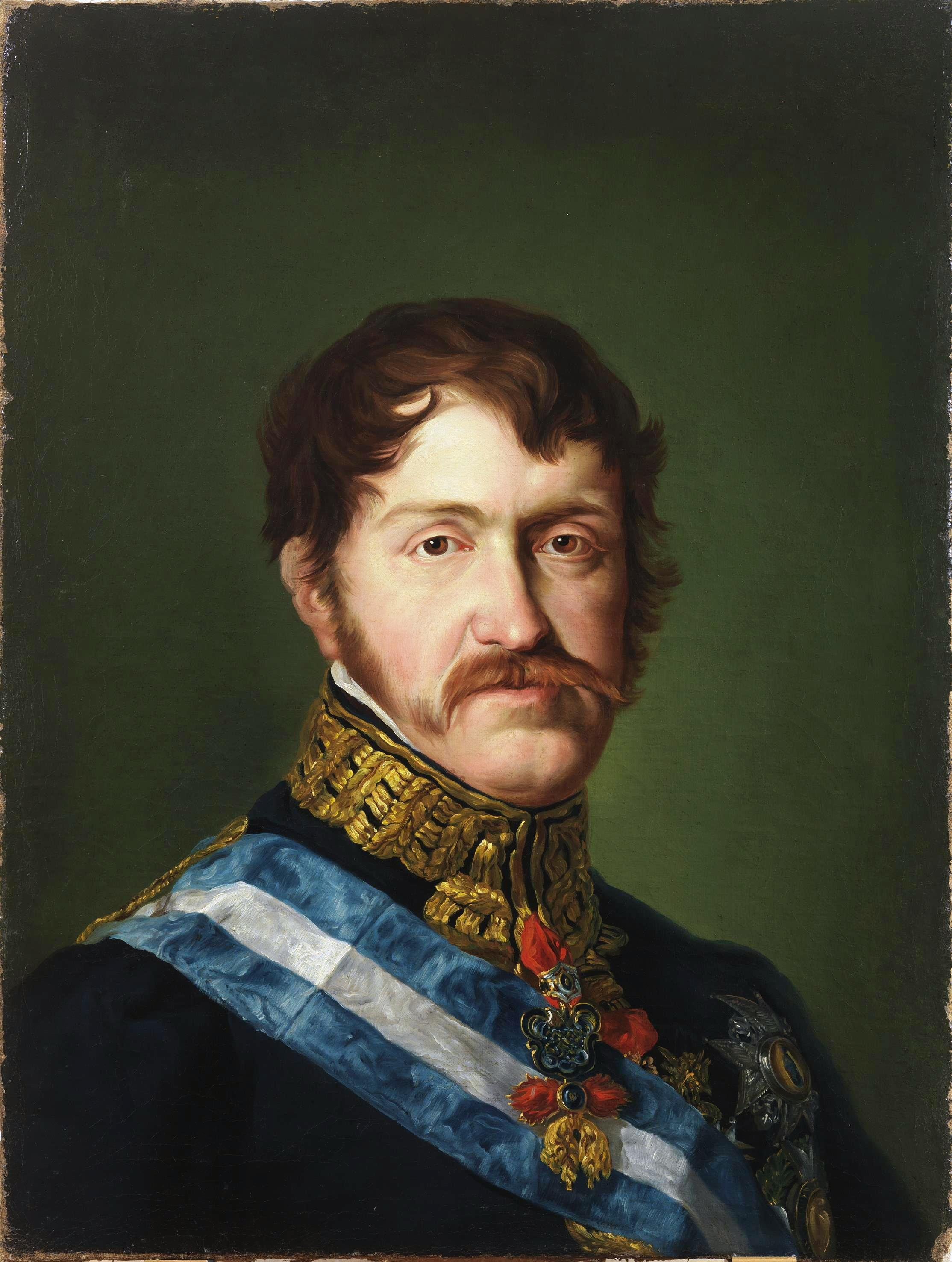
Carlos (V.)

Eine konstitutionelle Monarchie wollten vor allem diejenigen eigenständigen spanischen Randgebiete wie vor allem das Baskenland eben verhindern, welche ihre alten Rechte weitgehend ungeschmälert hatten bewahren können und nun nicht nur um ihre Autonomie, sondern auch um ihren Bestand als geschichtlich gewachsene territoriale Einheiten zu fürchten hatten. Nur durch Carlos glaubten diese Regionen mit ihrem traditionellen Sonderstatus innerhalb Spaniens, ihre Rechte (die fueros) bewahren zu können.
Diese fueros bestanden etwa im Baskenland, wo sie seit jeher am weitreichendsten gewesen waren, in einem eigenen Parlament (in Guernica), einem eigenen Münzwesen sowie in einer eigenen Verwaltungs-, Zoll- und Steuerhoheit und in der Befreiung vom spanischen Militärdienst. Ohne baskische Erlaubnis durften die Truppen des Königs ihr Land nicht passieren.
Die Gebiete, welche sich auf Carlos’ Seite stellten, waren darum namentlich Navarra, Aragon, Katalonien, die ländlichen Gebiete des Baskenlandes – und selbst Teile Altkastiliens. Nach carlistischem Empfinden war selbst der durch die Bourbonen herbeigeführte staatsrechtliche Zustand zu zentralistisch und daher zu überwinden. So verlangte Katalonien, welches kaum noch eigene fueros hatte, seine alten Rechte zurück. Diese waren ihm vom ersten Bourbonenkönig nach dem Spanischen Erbfolgekrieg genommen worden, weil es sich unter den Schutz Frankreichs gestellt hatte.
Eine Verfassung aber drohte infolge der zentralistischen und uniformistischen Bestrebungen der Liberalen, Spanien unwiderruflich zu einem Zentralstaat umzuwandeln. Und in der Tat beschlossen die Liberalen im Real Decreto de 30 de noviembre 1833  nach französischem Vorbild die Aufteilung Spaniens in Provinzen, womit die alten Gliedstaaten des spanischen Staats von der Landkarte verschwinden sollten.
Die Frage nach der künftigen Verfasstheit aber führte zwangsläufig zu einem Kulturkampf des Staates gegen die Kirche. Das alte System war von der Kirche nicht zu trennen und ohne sie nicht einmal zu denken, da abgesehen vom Amt des Königs die Kirche in der Vergangenheit die einzige gesamtspanische Institution gewesen war. Sie war der Kitt zwischen dem halben Dutzend ansonsten unabhängiger Staaten, aus denen sich Spanien zusammensetzte und die unter der Herrschaft der Habsburger allesamt ihre eigenen Verwaltungen, ihre eigenen Cortes und eigene Gesetze gehabt hatten. Hieran hatte sich auch unter den Bourbonen nichts Grundlegendes geändert, obgleich diese mit Antritt ihrer Herrschaft den Gliedstaaten mit Ausnahme des Baskenlands die fueros weitgehend genommen hatten. Diese staatliche Verfasstheit stand und fiel mit der Stellung und der Macht der Kirche. Daher kann gesagt werden, dass die Carlisten die Waffen für die Selbstbehauptung der Kirche innerhalb des spanischen Staats ergriffen.

#### Ablauf des Ersten Carlistenkriegs

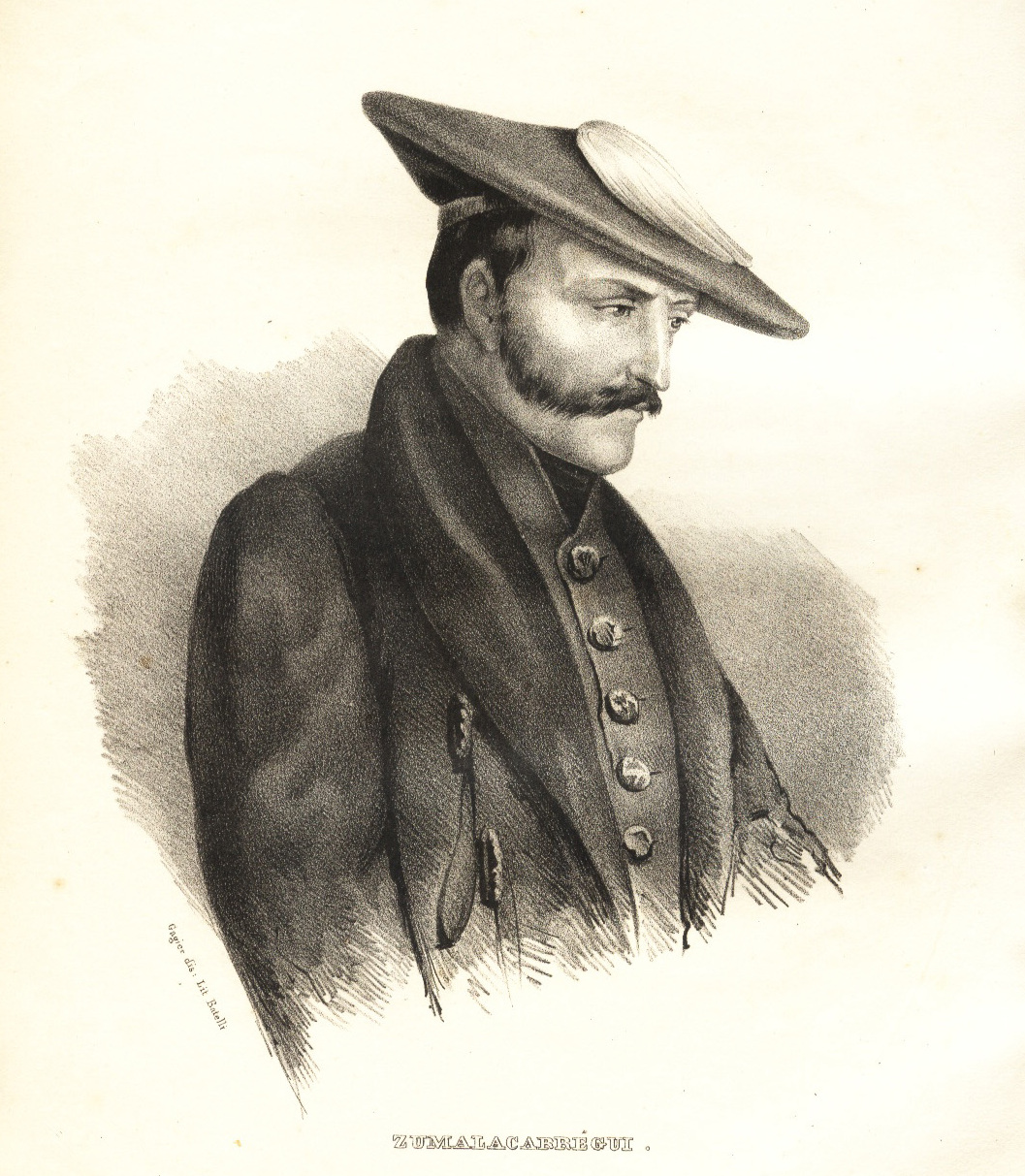
Tomás de Zumalacárregui

An der Spitze der carlistischen Truppen, der so genannten Requetés, stand Tomás de Zumalacárregui aus Ormaiztegi in Guipúzcoa, der sich bereits 1820 auf die Seite der Gegner des liberalen Trienniums geschlagen hatte. Er formte aus den zunächst schlecht ausgebildeten und bewaffneten carlistischen Kämpfern eine reguläre Armee. Hierzu war er zunächst weitgehend auf von den Regierungstruppen erbeutetes Material angewiesen, da die Regierung die spanischen Häfen und damit die Nachschubwege der Carlisten blockierte. Zu Beginn des Ersten Carlistenkriegs konnten die Carlisten trotz dieses Nachteils beachtliche Erfolge erzielen, und während der meisten Zeit sahen sich die Regierungstruppen – die sich zumeist aus unmotivierten und knapp gehaltenen Eingezogenen unter der Führung eines oft wenig fähigen Offiziersstabs zusammensetzten – in der Defensive. Zumalacárregui kontrollierte bald ganz Navarra und das ganze Baskenland mit Ausnahme der Festungen. Damit zog er sich allerdings den Argwohn des Prätendenten zu, welchen das gewaltige Ansehen, das Zumalacárregui bei den Soldaten genoss, in Sorge versetzte.
Die Gräuel, welche die einander mit großer Unerbittlichkeit gegenüberstehenden Parteien sich gegenseitig wie auch unbeteiligten Zivilisten zufügten, waren von einer solchen Grausamkeit, dass andere europäische Mächte Cristinos und Carlisten im Rahmen des „Lord Elliot Agreement“ zur Einhaltung gewisser Standards der Kriegführung bewegen mussten. Carlos hatte bereits zu Beginn der Feindseligkeiten verfügt, dass jeder Spanier, der sich nicht unter seinem, Carlos’, Kommando erhebe, ungeachtet aller Gründe, welche er dafür auch anführen mochte, zu töten sei. Dem entsprach später das „Dekret von Durango“, wonach alle aufgegriffenen ausländischen Kombattanten der Gegenseite ohne weiteres zu erschießen waren. Da die Carlisten nicht auf die staatliche Infrastruktur zurückgreifen konnten, sondern sich aus dem Lande versorgen mussten, richteten sich mit der Zeit Gewalttätigkeiten von zu Banden herabgesunkenen carlistischen Freischärlern auch gegen die spanische Bevölkerung, und viele militärische Aktionen wurden hauptsächlich zu dem Zweck durchgeführt, Geld aus der Bevölkerung zu pressen.
Die Cristinos hingegen nahmen den Ausbruch der Cholera während des Krieges zum Anlass, zu verbreiten, die „Mönche“ hätten die Brunnen vergiftet. Als der Mob das Feindbild begeistert aufgriff und die Klöster stürmte, kamen über hundert katholische Ordensleute ums Leben. Zwei Jahre nach Kriegsausbruch, im Juli 1835, ließ die Regentin die Gesellschaft Jesu verbieten und schloss außerdem im Oktober desselben Jahres auf Betreiben des Bankiers und späteren Premierministers Juan Álvarez Mendizábal durch ihr ley desamortizado eine Anzahl von Konventen. Was ein Akt der Beschwichtigung der kirchenfeindlichen städtischen Massen sein sollte, wurde im Gegenteil zu einem bis dahin beispiellosen Klostersturm. Hunderte von Klöstern wurden niedergebrannt und zahlreiche Ordensangehörige und Kleriker verloren ihr Leben. Die Gewaltausbrüche gegen den Klerus haben viel zur Bitterkeit zwischen den spanischen Parteien beigetragen und wurden ein Leitmotiv des spanischen Kampfes der Liberalen gegen die Konservativen, das über die Semana Trágica bis hin zum Spanischen Bürgerkrieg noch oft neu inszeniert werden sollte.
1835 schien die Sache der Cristinos verloren zu sein. Zumalacárregui kontrollierte fast ganz Spanien nördlich des Ebro, und seine Armee umfasste 30.000 Mann, deren Kampfkraft und Moral weit besser war als die der Regierungstruppen. In Andalusien drang der carlistische General Gomez vor. Zumalacárregui plante nun, seine Kräfte zusammenzuziehen und direkt auf Madrid zu marschieren – ein Plan, der, wenn er umgesetzt worden wäre, gute Aussichten gehabt hätte, dem Prätendenten die Kontrolle über die Hauptstadt zu verschaffen. Carlos (V.) wünschte allerdings zur Lösung der Nachschubfrage zunächst die Kontrolle über einen Seehafen zu erlangen, und so wurde Zumalacárregui angewiesen, Bilbao zu belagern. Zumalacárregui zog sich hierbei am 14. Juni 1835 eine an sich ungefährliche Wunde an seiner Wade zu, als er von einer verirrten Kugel getroffen wurde. Er verlangte nach seinem englischen Leibarzt, der diese Wunde wohl unschwer hätte kurieren können, doch sandte ihm Carlos seine eigenen Ärzte, unter deren Behandlung Zumalacárregui am 24. Juni 1835 starb. Unter den Carlisten wurden deshalb Gerüchte laut, dass Zumalacárregui vergiftet worden sei.
Der Erste Carlistenkrieg zeigt auch insoweit Parallelen zum Spanischen Bürgerkrieg von 1936, als sich auf beiden Seiten gewissermaßen Internationale Brigaden zeigten. Beide Parteien des gerade in den Jahren vor Ausbruch des Ersten Carlistenkriegs in Portugal ebenfalls zwischen Liberalen und Absolutisten ausgetragenen Miguelistenkriegs griffen in den Krieg ein, um der jeweils eigenen Sache auf der spanischen Seite beizustehen. Auf carlistischer Seite bildeten portugiesische Einheiten sogar eine eigene Kompanie. Ferner galt die Sympathie der Heiligen Allianz der Carlistenbewegung. Unter den deutschen Freiwilligen war August von Goeben, der es bis zum Oberstleutnant der Carlisten brachte. Auch einige englische Freiwillige schlossen sich den Carlisten an, und manche englische Tories lieferten Waffen und erschienen zu Besuchen in Carlos’ Lager, wobei sie aber nach Verkündung des Dekrets von Durango ihre Hilfe wieder einstellten. Auf der Seite der spanischen Regierung hingegen griffen britische Hilfstruppen mit fast 10.000 Mann und die französische Fremdenlegion unter Colonel Bernelle in die Kämpfe ein. Die Fremdenlegion verzeichnete jedoch so viele Deserteure, dass die Carlisten aus ihnen eine eigene Truppe, die sogenannten Argelinos, aufstellen konnten. Für die Cristinos erfocht die französische Fremdenlegion die Siege von Terapegui 1836 und Huesca 1837. Nach Ende des Ersten Carlistenkriegs hatte die Fremdenlegion die Hälfte ihrer Mannschaft verloren.
Im Jahr 1837 erschienen die Carlisten unter der Führung Carlos’ (V.) schließlich noch vor Madrid. Allerdings blieb der erhoffte Aufstand in der Stadt aus, und die Hauptstadt konnte nicht genommen werden. In diesem Jahr gelang (am 14. Oktober) dem christinischen General Baldomero Espartero der Sieg in der Entscheidungsschlacht von Huerta del Rey, wonach er Schritt für Schritt die nördlichen Provinzen wieder unter Regierungskontrolle zu bringen begann. Zugleich begann sich Uneinigkeit im carlistischen Lager auszubreiten. Der carlistische General Maroto, der erst Jahre nach Ausbruch des Ersten Carlistenkriegs zu den Carlisten gestoßen war, geriet wegen seiner gemäßigten Haltung mit den Apostólicos in Konflikt – was mit der von ihm angeordneten Erschießung der apostolischen Generäle endete.

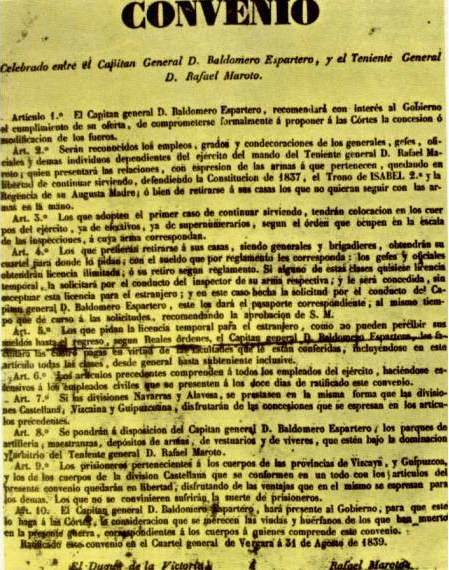
Convenio de Vergara

Beendet wurde der Erste Carlistenkrieg, als sich Ermüdungserscheinungen auf beiden Seiten zeigten. Die Kommandeure der sich gegenüberstehenden Seiten – nämlich auf Seite der Carlisten General Rafael Maroto, der die Rache der Apostólico fürchtete, und auf der Seite der Cristinos General Baldomero Espartero – waren von ihrer früheren Tätigkeit in Südamerika her miteinander bekannt und befreundet. Beide Generäle einigten sich am 31. August 1839 in einem freundschaftlichen Gespräch, dem so genannten abrazo de Vergara (Verbrüderung von Vergara), über die Köpfe der Regentin und des Prätendenten hinweg auf eine Einstellung der Kampfhandlungen, woraufhin eine Anzahl der carlistischen Regimenter die Waffen niederlegte. Obwohl der abrazo und seine geheimen Waffenstillstandsvereinbarungen von zahlreichen anderen Carlisten als Verrat angesehen wurde, ging Don Carlos auf Druck Marotos am 15. September 1839 ins Exil auf das Schloss Bourges in Frankreich. Dort lebte er noch jahrelang in halber Gefangenschaft, bis er 1845 auf seinen Thronanspruch verzichtete. Die Kämpfe erstarben allmählich, und als der letzte Widerstand des Generals Cabrera durch dessen Vertreibung nach Frankreich am 15. Juli 1840 erstickt werden konnte, hatten die Liberalen die Oberhand behalten.
Den Basken wurde nach dem Ersten Carlistenkrieg ein bedeutender Teil ihrer fueros genommen. Sie behielten jedoch die Steuer- und Zollhoheit, und man nahm sie weiterhin vom Militärdienst aus.
Der Sieg der liberalen Seite war allerdings – davon abgesehen, dass der Konflikt zwischen Absolutisten und Liberalen nicht endgültig entschieden und keineswegs ausgeräumt war – nicht ganz vollständig, da den aufständischen Provinzen weiterhin die alten Vorrechte zugesichert wurden und den meuternden carlistischen Offizieren der Übertritt in die Reihen der spanischen Armee unter Wahrung ihres Dienstgrads und ihrer vollen Bezüge erlaubt wurde. Diese Lösung legte für mehr als ein volles Jahrhundert den Grund für den krassen Offiziersüberhang in der spanischen Armee – und damit für ihren Prätorianismus und die „[unablässige] Serie von Staatsstreichen (Pronunciamientos) […], ausgeführt von einem General nach dem anderen, einmal zugunsten der Liberalen, im nächsten Augenblick zugunsten der Konservativen“, von welchen Spanien bis hin zum Spanischen Bürgerkrieg geplagt wurde.
Aus dem Ersten Carlistenkrieg ging letzten Endes der General Espartero als lachender Dritter und als Sieger hervor. Er trieb 1841 die (nach überstandener Gefahr sich umgehend wieder den reaktionären Kräften zuneigende) Königinmutter vorübergehend ebenfalls ins Exil und wurde bis 1843 (und nochmals ab 1854) zum „starken Mann“ Spaniens.

### Der Krieg der Matiners (Zweiter Carlistenkrieg von 1847 bis 1849)

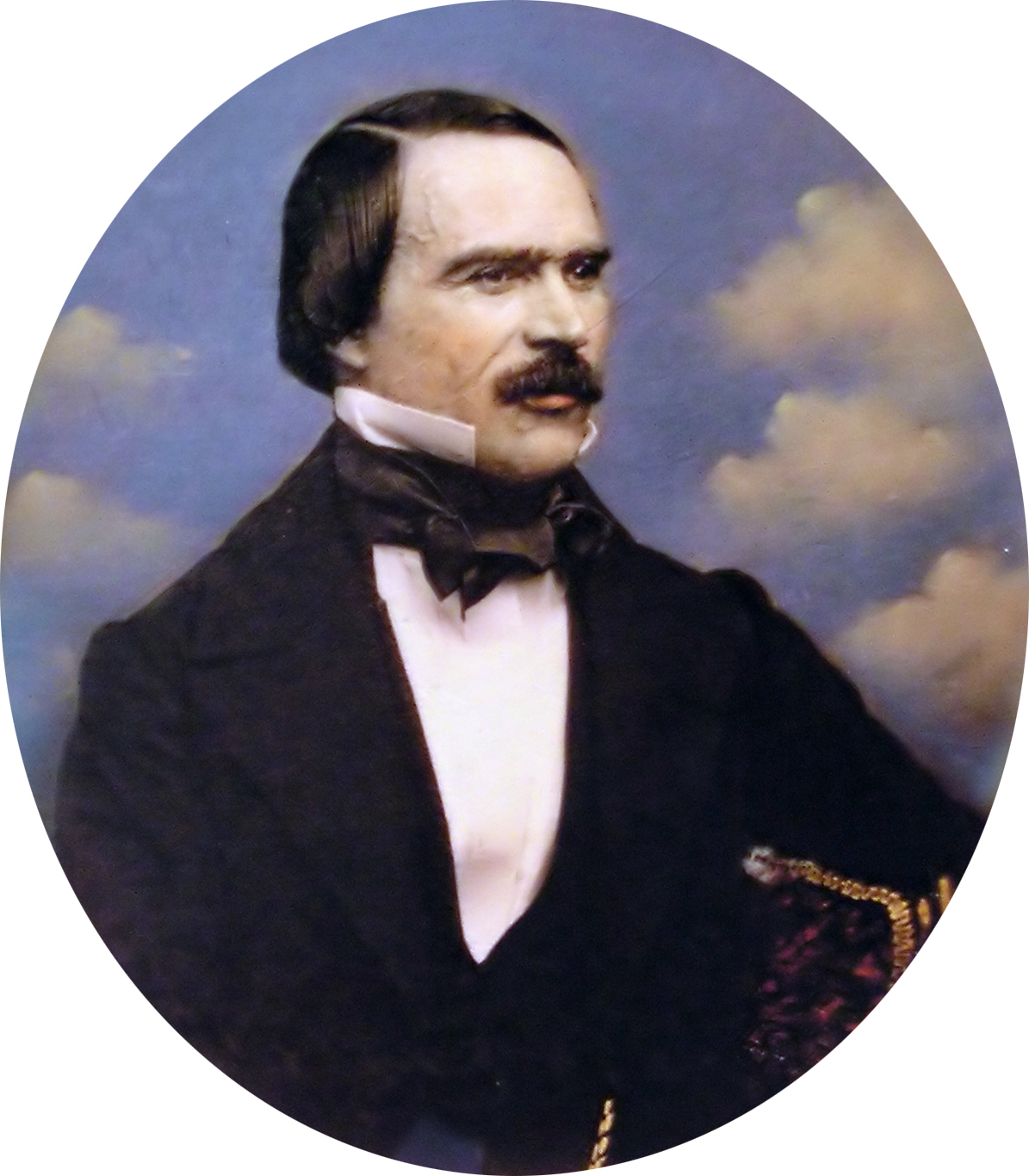
Ramón Cabrera, Daguerreotypie von William Edward Kilburn (1818–1891), 1850

Im Jahr 1845 kamen die Carlisten ihren Ambitionen am nächsten, als Heiratspläne zwischen dem Prätendenten Carlos (VI.) mit Isabella fast zum Erfolg geführt hätten. Die Pläne zerschlugen sich allerdings, weil der französische König Louis Philippe einem seiner Söhne auf den spanischen Thron verhelfen wollte. Er konnte sich insoweit durchsetzen, als die Hochzeit des betreffenden Sohns stattdessen mit Isabellas Schwester Luise geschlossen wurde und Isabella am 10. Oktober 1846 ihren schwächlichen Vetter Franz d’Assisi Maria Ferdinand zu heiraten hatte, von dem angenommen wurde, dass er körperlich nicht in der Lage war, einen Erben hervorzubringen. Die Carlisten jedenfalls fühlten sich übergangen, und von 1847 bis 1849 schloss sich mit dem Zweiten Carlistenkrieg ein weiterer spanischer Bürgerkrieg an.
Die Zählung der Carlistenkriege ist uneinheitlich. Gelegentlich wird der Krieg der Matiners nicht als eigener Carlistenkrieg in der Reihe gezählt und der Krieg von 1872 als der Zweite Carlistenkrieg bezeichnet.
Der Krieg der Matiners (auf Katalanisch guerra dels matiners, etwa: „Krieg der Frühaufsteher“) bezieht seinen Namen von einer Gruppe von Carlisten, die in Katalonien in der Erwartung losschlugen, dass sich wie im Ersten Carlistenkrieg die carlistischen Hochburgen ihnen anschließen würden, als diese tatsächlich jedoch dazu noch nicht bereit waren. Der Konflikt spielte sich darum hauptsächlich in Katalonien ab. An der Spitze der Truppen stand General Ramón Cabrera y Griño, welcher unter den Carlisten Ansehen genoss, da er während des ersten Carlistenkriegs auch nach dem abrazo de Vergara die Waffen nicht niedergelegt hatte und darum 1840 von den Cristinos samt seinen Truppen nach Frankreich vertrieben worden war. In der Schlacht von Pastoral von 1849 wurde Cabrera verwundet vom Schlachtfeld getragen und floh im April dieses Jahres nach Frankreich, während die Regierungstruppen dem Aufstand noch im darauf folgenden Mai ein Ende setzten.
Ein begrenzter Aufstand der Carlisten fand ferner 1855 statt, als der Prätendent Carlos (VI.) zu den Waffen rief, aber nur örtlich begrenzte Unruhen auslösen konnte.

### Die Invasion von Tortosa

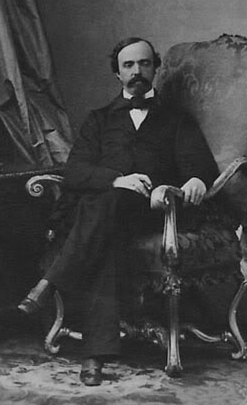
Carlos (VI.)

Im April 1860, als das Gros des spanischen Heers im Spanisch-Marokkanischen Krieg gebunden war, suchte Carlos (VI.) die vermeintliche Gunst der Stunde zu nutzen und landete zusammen mit seinem jüngsten Bruder Ferdinand und dem Befehlshaber der Balearen namens Ortega in Sant Carles de la Ràpita nahe Tortosa. Allerdings wurden seine Pläne bald zunichtegemacht, da sich kaum ein Anhänger zeigte und seine Soldaten sich seinen Befehlen verweigerten. Während sein Begleiter Ortega nach der Festnahme Carlos’ erschossen wurde, konnte er selbst sein Leben nur durch förmlichen Verzicht auf seine Thronrechte zugunsten Isabellas retten.
Dieser Umstand und die Folge seiner Abdankung – die Prätendentenrolle fiel seinem liberalen Bruder Juan (III.) Carlos zu, der den carlistischen Idealen kritisch gegenüberstand – führte zu einer bedrohlichen Krise des Carlismus, zumal Carlos (VI.) seinen Verzicht nach dem Verlassen Spaniens widerrief, da er unter Zwang erwirkt worden sei. Damit hatte die carlistische Bewegung bis zu Carlos’ (VI.) Tod zwei Prätendenten. Diese Krise wurde nur dank des Einsatzes der Stiefmutter beider Prätendenten, der Prinzessin von Beria, überstanden; sie endete erst, als Juan 1868 zugunsten Carlos (VII.) zur Abdankung gezwungen wurde.

### Der Dritte Carlistenkrieg (1872–1876)

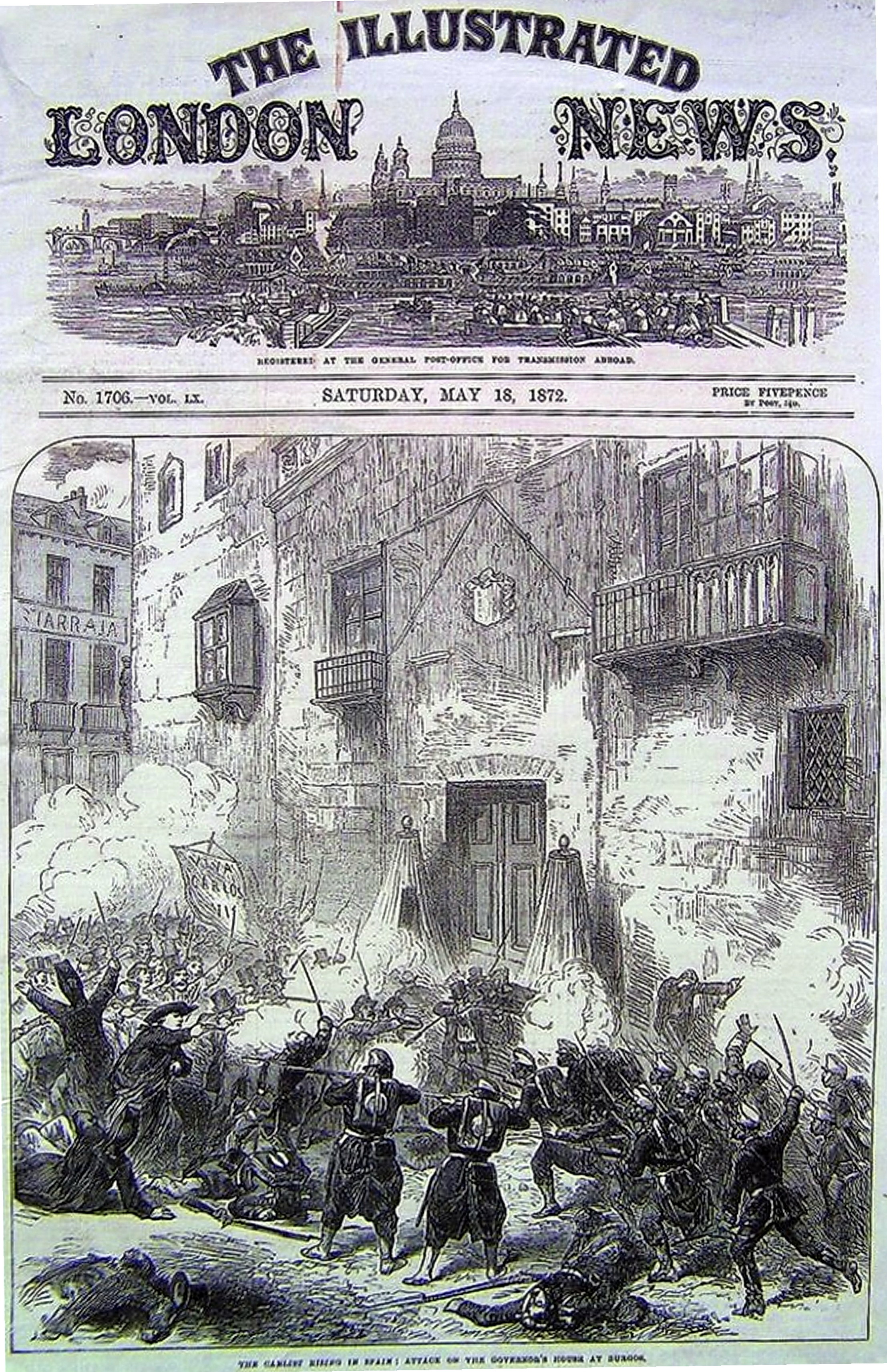
Angriff auf das Haus des Gouverneurs (Casa del Cordón), The Illustrated London News, 1872

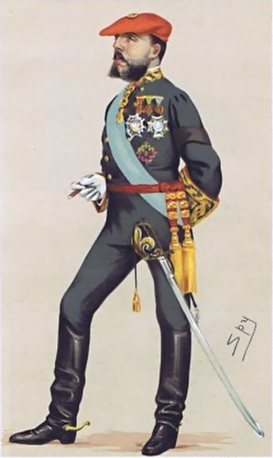
Carlos (VII.) in Uniform, aus Vanity Fair, 1876

Im September 1868 wurde Isabella durch einen von Cádiz ausgehenden Staatsstreich des liberalen Generals Juan Prim und des Admirals Topete – der sogenannten Revolución gloriosa – des Thrones enthoben, weil sie angeblich ihrem carlistischen Beichtvater zu sehr Gehör geschenkt hatte. Die Frage ihrer Nachfolge führte indirekt zum Deutsch-Französischen Krieg von 1870. Leopold von Hohenzollern-Sigmaringen war der spanische Thron angeboten worden, wogegen Frankreich protestierte. Eine diplomatische Auseinandersetzung zwischen Frankreich und Preußen eskalierte, und schließlich erklärte Frankreich Preußen den Krieg.
So wurde schließlich der Herzog von Aosta (Amadeus I.) zum spanischen König ausgerufen, der dem unter Spaniens Konservativen als freimaurerisch und atheistisch verschrienen Haus Savoyen (auf Spanisch: Saboya) angehörte. Amadeus aber „fand es viel zu schwierig, Spanien zu regieren“, und dankte bereits nach kurzer Zeit wieder ab. Es folgte die Ausrufung der Ersten Spanischen Republik (11. Februar 1873).
Die Carlisten, deren Selbstbewusstsein sich nach dem Fall Isabellas und infolge der Unterstützung durch Papst Pius IX. sehr gehoben hatte, stellten als reguläre politische Partei in den Cortes 1871 etwa 90 Abgeordnete, womit sie bei weitem die stärkste konservative Kraft waren. 1872 fanden Wahlen statt; sie endeten damit, dass die Carlisten erhebliche Stimmverluste hinnehmen mussten. Der Prätendent Carlos (VII.) gelangte zu der Überzeugung, den Thron nur durch Waffengewalt besteigen zu können, und richtete am 15. April ein Manifest an seine Anhänger. So entfesselte er den Dritten Carlistenkrieg, der sich bis in das Jahr 1876 hinzog.
Am 14. April 1872 rief Carlos zum allgemeinen Aufstand auf. In Navarra und im Baskenland erhoben sich die Carlisten, und aus Frankreich stieß der Prätendent hinzu. Hinzu kam, dass sich mehrere Städte des Südens die Verwirrung nutzten und sich für unabhängig erklärten. Am 4. Mai 1872 – gerade zwei Tage nach Eintreffen des Prätendenten in Spanien – kam es in Navarra zur ersten größeren Schlacht, als Regierungstruppen unter der Führung des Generals Domingo Moriones in Oroquieta eine ungleich größere Zahl von Carlisten schlugen, wobei Carlos aber über Roncesvalles die Flucht nach Frankreich gelang. Die baskischen Carlisten legten vorübergehend die Waffen nieder. Nun erhob sich jedoch Katalonien, von wo aus die Rebellion erneut auf Navarra und das Baskenland übergriff. Eine carlistische Armee, deren Mannschaftsstärke 50.000 Mann betrug, wurde bis 1873 auf die Beine gestellt.

Carlos (VII.; Bildmitte) 1873 inmitten seiner Truppen

Als König Amadeus am 11. Februar 1873 dem Thron entsagte, wurde die Erste Spanische Republik ausgerufen, welche den Kampf gegen die Carlisten fortführte. Erst jetzt, am 15. Juni, wagte sich Carlos von Bayonne kommend wieder auf spanischen Boden, um am 2. August in Gernika auf die baskischen Fueros zu schwören und die Stadt Estella als Sitz seines Hauptquartiers zu wählen. Zum Chef seines Generalstabes ernannte er Juan Nepomuceno de Orbe y Mariaca, Marqués de Valdespina.
Die Carlisten kämpften an vielen Fronten, insbesondere in Navarra und Katalonien, durchaus siegreich, aber wiederum mit großer Grausamkeit, wozu das Füsilieren ihrer Kriegsgefangenen gehörte. Obwohl sie viele, auch kriegserfahrene Freiwillige für sich gewinnen konnten, mangelte es an Ausrüstung und an Kenntnissen über die Kunst der Belagerung von Städten. So scheiterten die Carlisten erneut vor der Festung Bilbao, welche von den republikanischen Truppen nach sechs Monaten der Belagerung wieder befreit wurde. Mit diesem Erfolg der Republik begann das Blatt sich zu wenden, und die republikanischen Truppen konnten die Initiative an sich reißen. Auch Pamplona blieb 1875 den Carlisten trotz Belagerung verschlossen. Hinzu kam, dass sich in den Reihen der Carlisten eine Reihe autonom agierender Heerführer fanden, die sich den Anweisungen der Hauptmacht nicht fügten.
Bereits im Jahr 1875 aber fand die Republik, unter welcher die Anarchie in Spanien – der Dritte Carlistenkrieg war nur einer von mehreren zur gleichen Zeit stattfindenden Erhebungen in Spanien – stetig zugenommen hatte, nach Besetzung und Auflösung der Cortes ein Ende. Nach den Erfahrungen mit aus dem Ausland importierten Fürsten und der Republik wollte man es wieder mit einem einheimischen Fürsten versuchen. Da sich die progressiven Generäle begreiflicherweise nicht für Carlos (VII.) begeistern konnten, kam es zur Inthronisierung des ältesten Sohns Isabellas, Alfons XII. Unter der Herrschaft Alfons’ stellte die Armee im Februar 1876 unter den Kommandanten Jovellar und Martinez Campos durch ihre Siege gegen die Carlisten in Trevino (7. Juli 1875) und Montejurra (17. Februar 1876) die Einheit des Staates wieder her. Nach der verlorenen Schlacht von Montejurra und der Einnahme seines Hauptquartiers in Estella zwei Tage später flüchtete der unterlegene Carlos (VII.), der eine Entscheidungsschlacht vermied und stattdessen seine Anhänger von ihrem Eid entband, wiederum über Roncesvalles nach Frankreich. Der dritte Carlistenkrieg endete durch Kapitulation der carlistischen Regimenter am 25. Februar 1876.
Montejurra, wo die Carlisten die letzte Hoffnung fahren lassen mussten, wurde zu einer Art Wallfahrtsort der carlistischen Bewegung, wo traditionell bis heute ihre Treffen stattfinden. Hierzu ziehen sie von Estella, der einstigen Residenz der navarrischen Könige, zum Kloster Irache und auf den Montejurra.
Dem Baskenland wurden nach Ende des Dritten Carlistenkriegs die fueros endgültig genommen. Ihm blieben lediglich einige Steuervorteile nach den Bestimmungen des mit Madrid vereinbarten concierto económico („Wirtschaftskonzert“), welches den Basken die Erhebung regionaler Steuern und die Zahlung einer Pauschale an die spanische Staatskasse einräumte.

### Bilanz der Carlistenkriege

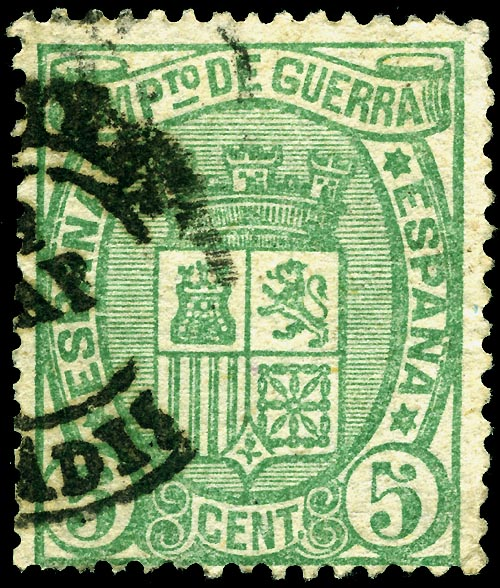
Kriegssteuermarke 1875

Die Carlistenkriege, in welchen die Zentralmacht (wenngleich mitunter nur knapp) die Oberhand behalten konnte, ohne andererseits der carlistischen Bewegung endgültig Herr werden zu können, werfen ein Schlaglicht auf den spanischen Sonderweg. Während im 19. Jahrhundert und namentlich um 1848 (als gerade der Krieg der Matiners tobte) in vielen Ländern Europas progressive Revolutionäre gegen ihre konservativen Staatsspitzen aufstanden, hatte es in Spanien umgekehrt eine liberale Staatsspitze mit einem Aufstand von Konservativen zu tun. Stritten etwa die Revolutionäre in Österreich 1848 für eine Verfassung, so stritten die in Spanien gegen eine solche.
Wenngleich die carlistische Bewegung in allen militärischen Konflikten unterlag, konnte sie mit ihrer mächtigen Opposition (und alleine schon mit ihrer nie aufgegebenen Option militärischen Vorgehens) in mancher Beziehung doch das völlige Obsiegen liberaler Ideen verhindern. Auch obgleich das liberale Zentrum Spaniens 1836 die Orden und 1841 die Kirche enteignete, geschah das doch gegen das Zugeständnis, dass der Staat für den Unterhalt der Kirche und der Geistlichkeit aufkam und sie seinem besonderen Schutz unterstellte. Im Konkordat von 1851 entspannte sich die Lage weiter, als zwar die Kirche endgültig auf den enteigneten Besitz verzichtete und die Krone das Patronatsrecht der Bischofsernennung behielt, andererseits aber die katholische Konfession als „Religion der spanischen Nation“ anerkannt wurde und der Staat für Religionsunterricht in den Schulen zu sorgen hatte. Waren die Carlisten auch im Zuge der Verhandlungen über die Verfassung von 1869 insoweit unterlegen, als sie einen darin enthaltenen Glaubensfreiheitsartikel nicht verhindern konnten, so wurde nach dem Dritten Carlistenkrieg in der Verfassung von 1876 der Katholizismus wie bereits 1812 wieder zur Staatsreligion erklärt und die Kirche sukzessive in ihre alten Rechte eingesetzt. In einer sich – wie überall in Europa – wandelnden Gesellschaft führte dies jedoch auch dazu, dass die katholische Kirche in den Augen der Arbeiterbewegung als Verbündete der herrschenden Klassen und damit als Klassenfeind wahrgenommen wurde.
Daher war der Dritte Carlistenkrieg bereits eine weniger machtvolle Erhebung gewesen als der Erste Carlistenkrieg. Die Enteignungen während des Ersten Carlistenkriegs und die Regelungen des Konkordats führte dazu, dass die Kirche ihre eigene wirtschaftliche Basis entweder verlor oder vom Staat entgegenzunehmen hatte. So nahm sie – anders als früher, als sie daran mitgewirkt hatte, Spanien zu einem der egalitärsten Staaten Europas zu machen, in welchem Besucher sich darüber entsetzten, wie selbst arme Schlucker Adelige auf der Straße ohne jeden Respekt begegneten – erstmals Rücksicht auf die Oberschicht, um sich gut mit ihr zu stellen, während es sich in vergangenen Jahrhunderten eher umgekehrt verhalten hatte. In den Augen der unteren Schichten aber hatte die Kirche sich von ihnen abgewandt und war habgierig geworden.
Diese neue Sicht setzte sich weniger im Baskenland durch, das eine Landschaft unabhängiger Klein- und Großbauern war, als vor allem in der Tagelöhnerwirtschaft des Südens, welche sich von einem Leibeigenensystem nicht wesentlich unterschied. Denn die langfristigen Folgen der Kirchenenteignung von 1835 waren noch in anderer Hinsicht weitreichend. Der Kirchenbesitz wurde zu so verlockenden Preisen angeboten, dass die obere Mittelschicht ihre Kirchentreue vergaß und sich die ausgedehnten Besitztümer sicherte. Fortan standen die besitzenden Gesellschaftsschichten auf liberaler Seite, da sie nun eine Rückkehr der Kirche in ihre alten Rechte und vor allem ihren alten Besitz zu fürchten hatten. So entstand eine neue Klasse, welche vor allem in Andalusien ihre Latifundien errichtete und vor allem in der alfonsinischen Ära in den Jahren nach 1874 durch ihr Patronatswesen, den caciquismo, einen politischen und sozialen Druck auf die auf ihren Feldern arbeitenden, verelendeten Tagelöhner ausübte, dass diese für die radikalen Ideen des Anarcho-Syndikalismus empfänglich wurden.
Keiner der Carlistenkriege konnte also den Konflikt, der die spanische Gesellschaft in zwei Teile zerriss, endgültig beilegen – im Gegenteil taten die beteiligten Parteien alles dafür, ihn weiter zu verschärfen. Der Konflikt wurde weniger intensiv, aber – nicht zuletzt infolge der nachlassenden Bindungen an die katholische Kirche – auf einer breiteren Ebene unter Einbeziehung neuerer politischer Ideen wie dem Sozialismus, Anarchismus und Faschismus in Form von pronunciamientos und Erhebungen wie der Semana trágica von 1909 weitergeführt. Spanien blieb bis zum Ende des Spanischen Bürgerkrieges eines der politisch instabilsten Länder in Europa. Nirgendwo wurde der Konflikt zwischen den althergebrachten und den neuen politischen Ideen so unerbittlich und erbarmungslos, mit solchem Hass und solcher Grausamkeit ausgefochten wie hier. Der Begriff der „beiden Spanien“ (las dos Españas) für diese Scheidung in zwei unversöhnliche Lager wurde in dieser Zeit geprägt. Der spanische Lyriker Antonio Machado fasste dies in die folgenden Verse:
| „Españolito que vienes al mundo, te guarde Dios. Una de las dos Españas ha de helarte el corazón.“ | „Kleiner Spanier, der du auf die Welt kommst: dich soll Gott behüten. Eins der beiden Spanien wird dir Einst das Herz gefrieren lassen.“ |

Der Spanische Bürgerkrieg war letztlich nur ein Finale, auf welches die politische Entwicklung in Spanien seit sehr langer Zeit beinahe zwangsläufig zusteuerte und in dem zum letzten Mal versucht wurde, die alten Rechnungen zu begleichen und endgültig eine Entscheidung für eine der beiden Richtungen herbeizuführen.

## Die Carlisten von 1875 bis 1975

### Die Carlisten in der Zeit des alfonsinischen Königtums

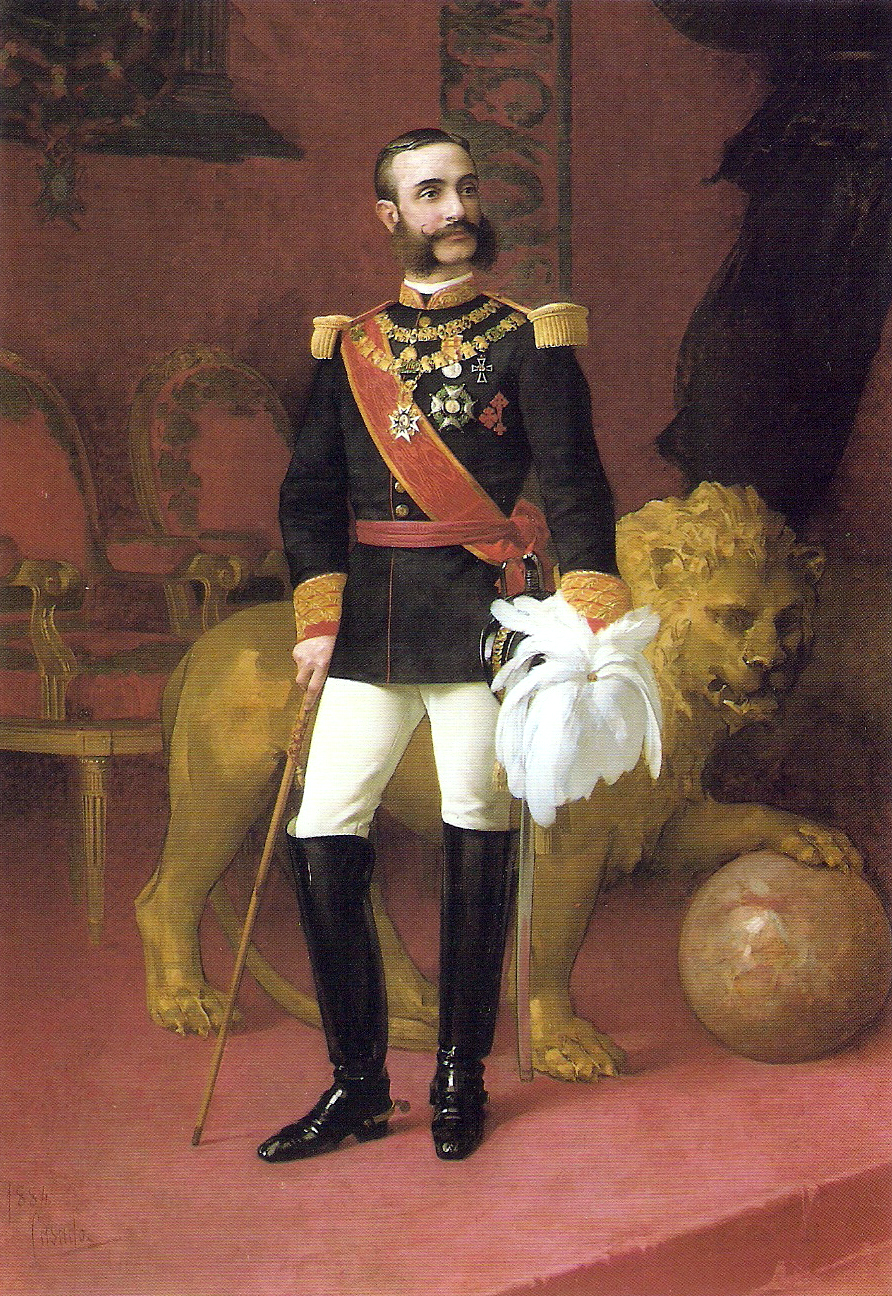
Alfons XII. von Spanien

In den unruhigen Jahrzehnten, die der Inthronisierung des Königs Alfons XII. im Jahr 1874 und der Annahme der Verfassung von 1875 folgten, hatten die Carlisten weiter Bestand, engagierten sich aber im Gegensatz zu den ersten Jahrzehnten ihres Bestehens vorwiegend friedlich, indem sie sich nunmehr vorwiegend den Betätigungsfeldern der geistigen Auseinandersetzung und der Propaganda widmeten.
Bisher hatte der Carlismus sich vornehmlich als eine Art von den Frauen und Priestern am Leben gehaltene romantische Tradition innerhalb bestimmter Familien des nördlichen Spaniens halten können. Nun formte der Marquis von Cerralba die bis dahin weitgehend aus lose organisierten Freiwilligen bestehende carlistische Bewegung in eine moderne Partei um, welche den Namen Comunión Tradicionalista (CT), auf Deutsch „Traditionalistische Glaubensgemeinschaft“, trug. Die CT wurde zum Sammelbecken der carlistischen Bewegung. Der Marquis gestaltete nach 1888 – als das „Manifest von Burgos“ als programmatische Grundlage des Carlismus herausgegeben wurde – auch das Vereinsleben und soziale Engagement der Carlisten neu. 1936 gab es in ganz Spanien hunderte Versammlungshäuser der Carlisten, die so genannten „círculos“ – Ortsgruppen, „an [deren] Spitze … meist ein erlesen höflicher Aristokrat mit der Pistole in der Tasche [stand]“. Hinzu kam eine Frauenorganisation, die „Margaritas“, und eine Jugendabteilung, die „Pelayos“. Die carlistische Bewegung entwickelte in dieser Zeit ein umfangreiches Pressewesen. Ihr Zentralorgan war die bereits 1841 gegründete Zeitung La Esperanza (Die Hoffnung).
Nicht zuletzt infolge ihrer Uneinigkeit, von welcher zahlreiche Spaltungen der Bewegung zeugen, blieb die carlistische Bewegung nach dem Dritten Carlistenkrieg jedoch parlamentarisch ohne besondere Bedeutung (1891: 4 Sitze in den Cortes, 1896: 10 Sitze; 1901: 7 Sitze; 1907: 4 Sitze).
Während des Ersten Weltkrieges stand der Prätendent Don Jaime ohne Möglichkeit zur Kontaktaufnahme mit der Comunión Tradicionalista, dem politischen Arm der carlistischen Bewegung, in seinem Gastland Österreich unter Hausarrest. Als die Kommunikation nach Kriegsende wieder möglich war, kam es alsbald zum Bruch: Don Jaime war profranzösisch (eben deshalb hatte man ihn in Österreich festgesetzt), die politische Leitung der Carlisten hingegen war angesichts der liberalen Kräfte in Frankreich und Großbritannien während des Kriegs strikt prodeutsch gewesen. Darüber kam es zum Konflikt, in welchem die Bewegung sich auf eine neutrale Linie einigte, während die prodeutschen – in Hinblick auf das carlistische Programm reformgeneigten – Anhänger der Bewegung (die so genannten Mellisten, nach ihrem Anführer Juan Vazquez de Mella) aus der Partei ausgeschlossen wurden.
Nach dem Dritten Carlistenkrieg beschränkte sich das Kerngebiet der Carlisten zunehmend auf Navarra. Im Baskenland und in Katalonien brachte der wirtschaftliche Aufschwung ein Unternehmertum hervor, welches einen westlichen, marktwirtschaftlichen Lebensstil und die dazugehörigen wirtschaftlichen und politischen Freiheiten anstrebte. Die Carlisten spielten jedoch während des Setmana Tràgica genannten katalanischen Aufstands von 1909 noch eine Rolle, als sie in Barcelona in die Straßenkämpfe eingriffen.
In Katalonien kam hinzu, dass die traditionelle Klientel der Carlisten, die Arbeiter und Bauern, sich zunehmend weniger konfessionell gebunden fühlten. Sie machten sich zumeist auch die Abneigung der Liberalen gegen den Klerus und die kirchlichen Institutionen zu eigen und wandten sich dem Sozialismus und Anarcho-Syndikalismus zu.
Die Einwohner des ländlichen Baskenlands mit Ausnahme allenfalls der Provinz Álava, die länger als die beiden Küstenprovinzen carlistisch geprägt blieb, dagegen schlossen sich überwiegend der durch Sabino Arana Goiri begründeten nationalbaskischen Bewegung an. Diese wünschte, vereinfacht ausgedrückt, den auf das gesamte Spanien bezogenen carlistischen Gedanken, die Autorität des Königs und der Kirche zu bewahren, zwar weitgehend beizubehalten, aber auf das Baskenland alleine zu beschränken.
Nur im konservativen Navarra, das bisweilen auch als „spanische Vendée“ bezeichnet wird, herrschte weiterhin eine freie Bauernschaft vor, die streng katholisch war, den Liberalen in Madrid grundsätzlich und in allen Belangen misstraute und aufgrund ihrer religiösen Überzeugungen die moderne Welt weitgehend ablehnte. Bezeichnenderweise verwarf diese Provinz später auch das ihr angebotene Autonomiestatut der Zweiten Republik, welches im Baskenland und in Katalonien mit großer Mehrheit angenommen wurde. Für Navarra waren eine von einer Republik gewährte Autonomie und die ihnen von alters her zustehenden fueros nicht dasselbe. Es bleibt zu vermerken, dass selbst noch heute der navarresischen Regionalhymne auszugsweise die folgenden Zeilen entnommen werden können:
| „Por Navarra … que tiene por blasón la vieja Ley tradicional.“ | „Für Navarra … das in seinem Wappen führt das alte traditionelle Gesetz.“ |

Die Haltung der Carlisten zur Diktatur Miguel Primo de Riveras, die von 1923 bis 1930 dauerte, war uneinheitlich. Während seiner Diktatur verhielt sich die Comunión Tradicionalista wie die meisten Parteien weitgehend passiv.

### Die Carlisten und die Zweite Republik (1931–1936)
Nachdem 1931 der König Alfons XIII. vertrieben worden war, fanden die königstreue Legitimistische Partei und die Comunión Tradicionalista, die in Verfassungsfragen kaum unterschiedliche Positionen aufwiesen, zueinander und schlossen einen Pakt, den sie TYRE (Tradicionalistas y Renovación Española) nannten. Der gestürzte König und der carlistische Prätendent Don Jaime trafen in Paris zusammen und söhnten sich hierbei angeblich aus – dass Alfons den Prätendenten als Familienoberhaupt der spanischen Bourbonen anerkannte, mag aber ein Gerücht sein. Don Jaime, der scharf gegen die Ausrufung der Republik protestiert hatte, starb wenige Monate später. Sein Onkel Don Alfonso Carlos, in den Augen der Carlisten nunmehr der rechtmäßige Prätendent, ließ den Pakt wieder aufkündigen. Darauf kam es zu einer Spaltung der Carlisten. Der bedeutendere Teil wandte sich von den Legitimisten ab und pflegte wie einst sein Gemeinschaftswesen in navarresischen Ortszirkeln. Hier bildeten sie von 1933 an Truppen aus, wie es die meisten politischen Lager, einschließlich der Falangisten, Anarchisten und der kommunistischen und sozialistischen Jugendverbände in Erwartung einer großen Auseinandersetzung zur selben Zeit taten.

Historische Flagge der Comunión Tradicionalista

Die Ausbildung der carlistischen Aufgebote, welche wie einst als „Requetés“ bezeichnet wurden, wurde dem während seiner Einsätze in Marokko hoch dekorierten Obersten José Enrique Varela anvertraut und von Benito Mussolini mit 1,5 Millionen Peseten finanziert. Mussolini ließ auch einige carlistische Offiziere in Italien ausbilden, während Waffen aus Deutschland besorgt wurden.
Die Zweite Republik (1931–1936) kam zwar den Randprovinzen mit der Einräumung weitgehender Autonomien weit entgegen. Gleichwohl standen die Carlisten dem Chaos und den Ausbrüchen allseitiger politischer Gewalt in Madrid sowie den nach ihrer Auffassung einseitig kirchenfeindlichen und ideologisch diktierten Maßnahmen, die die Zweite Republik aufgrund ihres laizistischen Selbstverständnisses von 1931 bis 1936 in reicher Zahl traf, mit größtem Ressentiment gegenüber. Aber auch abgesehen von diesen Handlungen (wie der Einführung der Zivilehe und der Ehescheidung, der Aufhebung der Ordensschulen und des erneuten Verbots der Gesellschaft Jesu) sahen die Carlisten getreu ihren hergebrachten staatsrechtlichen Vorstellungen die Republik an sich, die sich dazu mit dem Himno de Riego das Kampflied der konstitutionellen Aufständischen des Jahres 1820 als Nationalhymne zu eigen gemacht hatte, ohnedies als illegitim an und waren alleine schon deswegen nicht bereit, sich mit ihr abzufinden.
Hinzu kamen bereits im Vorfeld des Spanischen Bürgerkrieges zahlreiche gewalttätige Angriffe gegen den Klerus und Brandanschläge gegen spanische Kirchen meist von anarchistischer Seite, welche von der politischen Leitung der Republik oft nur mit einem Achselzucken quittiert wurden. Eine am 10. Mai 1931 in Madrid stattgehabte monarchistische Ohrfeige für einen republikanischen Taxifahrer etwa schaukelte sich im selben Monat zu einer sich durch Spanien ziehenden Brandstiftungswelle an Kirchen und Klöstern auf. Hierauf ließ sich der Kriegsminister Manuel Azaña mit dem Spruch vernehmen, lieber sollten alle Kirchen brennen, als dass einem Republikaner ein Haar gekrümmt werde. Diese und andere Zwischenfälle polarisierten die spanische Gesellschaft weiter und trugen dazu bei, auch die nichtcarlistischen kirchentreuen Spanier zum Widerstand zu reizen, was den Carlisten zwischen 1931 und 1936 großen Zulauf bescherte. Ferner fanden die Mellisten zu den Carlisten zurück.
Mehrere hochrangige Anführer der Comunión Tradicionalista unterstützten bereits 1932 das gegen die „kirchenfeindliche Diktatur Azañas“ gerichtete pronunciamiento des Generals José Sanjurjo Sacanell, und auch bei Ausbruch des Spanischen Bürgerkriegs sahen die Carlisten – aus übergeordneten Gründen, aber auch in Hinblick auf die revolutionäre Rhetorik des Anführers der PSOE, Largo Caballero – nicht nur keinen Anlass, die Hand zur Verteidigung der Republik zu erheben, sondern wirkten im Gegenteil bei der Planung des pronunciamiento vom Juli 1936 zusammen mit Geheimbünden innerhalb der Armee und weiteren rechten Gruppen tatkräftig mit. Zur Vorbereitung des Putsches hatten im Frühjahr 1936 der Regent der carlistischen Bewegung, Prinz Javier de Borbón-Parma, zusammen mit dem Vorsitzenden der Comunión Tradicionalista, Manuel Fal Conde, in St.-Jean-de-Luz, einer französischen Stadt knapp hinter der spanischen Grenze, den Obersten Militärrat der Carlisten gegründet.

### Die Carlisten im Spanischen Bürgerkrieg
Die Carlisten schlugen sich auf die Seite Francos, nachdem auf Basis eines Kompromisspapiers General Sanjurjos rechtzeitig vor der Erhebung am 17. Juli 1936 eine Einigung zwischen General Emilio Mola Vidal und dem Anführer der Comunión Tradicionalista, Manuel Fal Conde, über eine Beteiligung der Carlisten an dem pronunciamiento hergestellt worden war. Fal Conde hatte zunächst auf seinen Forderungen beharrt, dass der Aufstand unter monarchistischer Fahne geschehen müsse und dass im Erfolgsfalle alle Parteien aufzulösen seien.
Auf der Seite Nationalspaniens kämpften die Carlisten zur „Wiederherstellung der alten (Welt) mit Maschinengewehr und Messbuch“  mit etwa 50 banderas (Kompanien) gegen die Volksfront, viele von ihnen mit der detente bala (Stopp-die-Kugel) über dem Herzen, einem für die Carlisten typischen Amulett mit einer Abbildung des „Herz Jesu“. Mit 40.000 Freiwilligen diente nicht weniger als ein Zehntel der navarresischen Bevölkerung als brigada de Navarra unter den carlistischen Fahnen. Die Verlustlisten der Carlisten erwähnten unter anderem schwer verletzte Fünfzehnjährige. Gerald Brenan vertritt die Ansicht, dass die Carlisten – anders als nach seiner Auffassung selbst die Falange – die einzigen wirklich motivierten und für eine cruzada zu begeisternden Kämpfer auf der Seite Francos waren.
Bald aber gerieten sie in Streit mit der militärischen Führung der nationalspanischen Koalition, wobei Manuel Fal Conde nach einer Auseinandersetzung mit Francisco Franco nach Portugal verbannt wurde. Die Carlisten waren über diese Behandlung ihres Anführers erbost und stellten Kontakte mit einigen Anführern der faschistischen Falange her, die mit Franco ebenfalls nicht einverstanden waren. Mit der Falange konnte trotz der erheblichen Unterschiede zwischen beiden Bewegungen immerhin im Hinblick auf die Ablehnung des Liberalismus, der Demokratie und des „neunzehnten Jahrhunderts“ eine gemeinsame Basis gefunden werden. So wurde Fal Conde in Portugal der Vorschlag unterbreitet, die carlistische und die falangistische Bewegung zu vereinen. Verhandlungen wurden geführt, allerdings gelangten die Carlisten zur Ansicht, dass die Falange im Wesentlichen nur darauf aus war, die carlistisch-traditionalistische Bewegung zu schlucken, weshalb sie schließlich eine Verschmelzung ablehnten.
Zu diesem Zeitpunkt hatte sich allerdings bereits Franco mit dem Gedanken einer Verschmelzung der Comunión Tradicionalista mit der Falange angefreundet. Dies geschah infolge der Bemühungen des politischen Beraters Francos, Ramón Serrano Súñer, den Staat der nationalspanischen Koalition unter Franco auf eine theoretische oder sogar ideologische Basis zu stellen. Nach seiner Ansicht konnte keine der Parteien der nationalspanischen Koalition für sich genommen eine solche Basis bieten, und zwar weder die Falange noch die Carlisten – vielleicht aber beide zusammen. Hinzu kam, dass die Ziele der einzelnen Organisationen unterschiedlicher nicht hätten sein können: wollten die Carlisten letztlich auf einen spanischen Staat des 16. Jahrhunderts zurück, so hielt die Falange, der ein „nationaler Syndikalismus“ im Sinne eines faschistisch-korporativen Systems vorschwebte, nichts von alldem.
Franco beschloss, Nationalspanien endgültig eine einzige Richtung, und zwar seine eigene, zu geben. 1937 wurde die Comunión Tradicionalista mit der faschistischen Falange Española de las JONS zu der Organisation „Falange Española Tradicionalista y de las JONS“, der späteren Staatspartei des Franquismus, zwangsvereinigt. Parteiuniform der „F. E. T. y de las JONS“ wurde das falangistische Blauhemd zusammen mit der carlistischen roten Baskenmütze. Haupt dieser Organisation wurde Franco, obwohl er weder Falangist noch Carlist war, womit er beide Organisationen unter seine Kontrolle brachte und so seine Stellung im nationalspanischen Lager ungemein stärkte. Um die interne Opposition weiter zu verwässern, ordnete Franco außerdem an, dass alle Berufs- und Reserveoffiziere automatisch Mitglied dieser Organisation seien. Die „F.E.T. y de las JONS“ führte bald darauf den unverbindlicheren Namen Movimiento Nacional, ab 1970 war dies auch der offizielle Name der Staatspartei. Traditionell stand im franquistischen System der Posten des Justizministers einem loyalen Carlisten zu.
Der amtierende Regent, Don Javier, protestierte gegen diese Zwangsvereinigung, zu welcher man ihn gar nicht erst konsultiert hatte, und wurde ebenfalls nach Portugal vertrieben. Obwohl bald darauf die Beteiligung an der Macht nach dem Sieg im Bürgerkrieg über vieles hinweghalf, hielt eine Missgestimmtheit sowohl seitens der Comunión Tradicionalista als auch seitens der Falange gegen diese Zusammenlegung noch durch Jahrzehnte an: da die Parteiuniform der „F.E.T. y de las JONS“ sich aus dem blauen Hemd der Falange und der roten Baskenmütze der Carlisten zusammensetzte, pflegten die Falangisten die Mütze bei jeder sich bietenden Gelegenheit in die Tasche zu stecken, und viele Carlisten zogen es vor, zu offiziellen Anlässen der Bewegung lieber in Zivil als im blauen Hemd zu erscheinen. Zwar waren die traditionalistisch-antiliberal-katholischen Elemente der Franco-Ideologie dem carlistischen Gedankengut nahe und der gemeinsame Kampf gegen die antiklerikale „rote“ Republik einte sie, aber die faschistische Ideologie der Falange, die auf die Zentralisierung statt auf Autonomie für Regionen wie das Baskenland oder Katalonien setzte, war der des Carlismus eigentlich entgegengesetzt.

### Die Carlisten in der Zeit des Franquismus
Nach dem Tod Alfonso Carlos’ war Alfons XIII. Familienoberhaupt, der nach Rom ins Exil gegangene frühere König Spaniens, womit theoretisch die Spaltung der spanischen Bourbonen in zwei sich befehdende Linien hätte behoben sein können. Allerdings waren viele Carlisten der Ansicht, dass Alfonso XIII. und sein Sohn Juan, Graf von Barcelona, sich unter dem Gesichtspunkt der „Legitimität durch Taten“ als Anführer der Bewegung disqualifiziert hatten.
Alfonso Carlos, der letzte Prätendent des carlistischen Zweiges der Bourbonen, hatte kurz vor seinem Tod noch selbst Prinz Francisco Javier de Borbón-Parma als Regenten bestimmt, da dieser der am nächsten verwandte Bourbone war, der die carlistischen Ideale hochhielt. Francisco Javier – ein Bruder Zitas, der letzten österreichischen Kaiserin – kehrte während des Zweiten Weltkriegs nach Belgien zurück, in dessen Armee er während des Ersten Weltkriegs gedient hatte. Dort wurde er demobilisiert, woraufhin er sich dem französischen Widerstand anschloss. Von den Nationalsozialisten gefangen genommen, wurde er in Natzweiler und Dachau interniert, wo die amerikanischen Truppen ihn 1945 befreiten. Nach dem Beschluss zur Wiedereinführung der Monarchie nach Francos Tod im Jahr 1947 verkündete Francisco Javier im Jahr 1952 als Javier (I.) öffentlich seinen Anspruch auf den spanischen Thron und begründete somit die zweite carlistische Dynastie der Borbón-Parma.
Dieser Rang wurde ihm und seinem Sohn Carlos-Hugo de Borbón-Parma von Juan, Graf von Barcelona und Vater des späteren spanischen Königs Juan Carlos I., streitig gemacht, weil Francisco Javier unstandesgemäß geheiratet hatte und außerdem – ebenso wie Carlos-Hugo – nicht die spanische Staatsbürgerschaft besaß. Franco selbst äußerte sich nicht zu den Ansprüchen Francisco Javiers und Carlos-Hugos, weil dies seinen Bestrebungen entgegenkam, Uneinigkeit unter den spanischen Monarchisten zu stiften. Insbesondere war Franco daran gelegen, dass sich die spanischen Monarchisten nicht hinter dem Grafen von Barcelona vereinten, welcher sich ausdrücklich für die Schaffung einer parlamentarischen Demokratie ausgesprochen hatte, während Franco von einem künftigen König die volle Identifikation mit dem Movimiento Nacional erwartete.
Obwohl der Umstand, dass ihnen keine spanische Staatsbürgerschaft zukam, keineswegs unumstritten war (der nie aufgelöste Vertrag von Aranjuez von 1801 sicherte allen Prinzen von Borbón die spanische Staatsbürgerschaft zu), stellten Francisco Javier und Carlos-Hugo einen Antrag auf Einbürgerung. Franco tat das Seine, eine Entscheidung über diesen Antrag immer weiter hinauszuzögern (zu einer Einbürgerung kam es im Falle Carlos-Hugos darum erst am 5. Januar 1979). Davon abgesehen ließ er keine Gelegenheit verstreichen, die verschiedenen Thronanwärter gegeneinander auszuspielen. Als etwa Juan Carlos sich 1962 zu seiner Heirat nach Athen begab, lud Franco den inzwischen in Madrid lebenden Carlos-Hugo zu einem Treffen ein und ließ anschließend den Grafen von Barcelona wissen, er habe nun einen anderen Kandidaten im Auge. Allerdings begann Carlos-Hugo in diesen Jahren, von Franco abzurücken, und griff Juan Carlos als dessen angebliche Marionette an. Juan, den Grafen von Barcelona, bezeichnete er als Liberalen, Zentralisten und Günstling des Kapitalismus und des Establishments. Carlos-Hugos Anhänger sahen sich deshalb dazu veranlasst, Juan Carlos bei öffentlichen Auftritten mit faulem Gemüse zu bewerfen.
1964 heiratete Carlos Hugo Prinzessin Irene von Oranien-Nassau. In den Flitterwochen ließ sich Irene in einem Bikini ablichten, einem Kleidungsstück, welches in Spanien damals als obszön betrachtet wurde. Franco nutzte die öffentliche Empörung, um Carlos-Hugo dadurch herabzusetzen, dass er die Einladung zu einer Audienz mit „Prinzessin Irene der Niederlande und ihr Mann“ übertiteln ließ. Daraufhin brach Carlos-Hugo sowohl mit Franco als auch mit seinem traditionalistischen Vater und begann, einen linksgerichteten politischen Kurs zu verfolgen. In der Volksabstimmung von 1966 über eine Verfassungsreform (Ley Orgánica del Estado) rief Francisco Javier seine Anhänger dazu auf, mit „Ja“ zu stimmen. Carlos-Hugo stellte daraufhin seinen Vater dadurch bloß, dass er ihm öffentlich die „Legitimität durch Taten“ absprach. Damit war der Bruch innerhalb der carlistischen Bewegung besiegelt. Francisco Javier tat ein Weiteres und bekundete seine Unterstützung für den baskischen und katalanischen Separatismus. Franco, der dies als Tropfen auffasste, der das Fass zum Überlaufen brachte, ließ daraufhin alle Prinzen von Borbón-Parma aus Spanien ausweisen. Nach dem Bruch mit Franco 1967 verfolgte Carlos-Hugo und mit ihm seine Anhänger Ideen eines partikularistischen Sozialismus.
Die Frage stand offen, ob das Franco-Regime die carlistischen Treffen auf dem Montejurra weiterhin dulden würde, zumal die massive Oppositionshaltung der Carlisten gegenüber dem Regime nicht nachließ. Prinzessin Irene, die als einziges Mitglied der Familie Bourbon-Parma noch einreisen durfte, vertrat die Sache ihres Ehemannes weiterhin öffentlich vor ihren Anhängern. Anlässlich des Montejurra-Treffens im Mai 1973 äußerte sie sich vor rund 10.000 Carlisten wie folgt: „Spanien hat eine Revolution dringend nötig, die ein ungerechtes Regime hinwegfegt, die ein totalitäres politisches System ablöst, die unannehmbare ökonomische Strukturen zerstört und durch eine neue Wirtschafts-, Sozial- und politische Struktur ersetzt.“
Letztlich zerschlugen sich die Hoffnungen der Carlisten erneut, als Franco sich unter den in Frage kommenden Prätendenten definitiv für den Enkel Alfons’ XIII. entschied, den späteren König Juan Carlos (1975–2014).

## Die Carlisten nach 1975
Am 8. April 1975, noch vor Francos Tod, dankte Francisco Javier zugunsten von Carlos-Hugo ab. Dieser hatte bereits 1971 eine weit linksgerichtete carlistische Gruppierung ins Leben gerufen, die ab 1971 den Namen Partido Carlista (PC) führte und nach einer politischen Neuorientierung auf dem Carlistischen Volkskongress von 1972 einen föderalistisch-autonomistisch-sozialistischen Kurs einschlug, welcher sowohl vom II. Vatikanischen Konzil beeinflusst war als auch Elemente der Befreiungstheologie aufgriff. Zentrale Elemente waren die betriebliche Selbstbestimmung und ein staatlicher Föderalismus mit autonomen Regionen. Im Gegensatz zu früher sollte das allerdings ausdrücklich im Rahmen eines pluralistischen gesellschaftlichen Systems durchgesetzt werden. Zur Zeit von Francos Tod 1975 war der 1977 legalisierte Partido Carlista eine weit linksgerichtete Organisation, die sich unter anderem an der Gründung der Izquierda Unida (Vereinigte Linke) beteiligte.
Alles dies führte zu einer irreparablen Spaltung der seit ihren Ursprüngen konservativ-katholischen Carlistenbewegung. Die Anführer der carlistischen Bewegung forderten Carlos-Hugo dazu auf, sich zu ihrer traditionalistischen Linie zu bekennen. Als Carlos-Hugo darauf nicht reagierte, erklärten sie ihn seines Rechts auf Führerschaft für verlustig. Carlos-Hugo verwahrte sich allerdings dagegen, auf irgendein Recht verzichtet zu haben. Die Bewegung teilte sich nunmehr offiziell in den Partido Carlista Carlos-Hugos und verschiedene – von seinem Bruder Sixto angeführte – traditionalistische Gruppen, die sich 1986 unter Sixto zur weit rechtsgerichteten Comunión Tradicionalista Carlista (CTC) vereinigten.
Unmittelbar nach Francos Tod standen sich beide carlistischen Gruppierungen derart feindselig gegenüber, dass mit Sixto verbundene traditionalistische Carlisten, angeblich unterstützt von antikommunistischen italienischen Militärkreisen, mit einem Bombenanschlag auf eine Versammlung des PC im Mai 1976 in Verbindung gebracht wurden: Bei dem Attentat auf die linkscarlistische Wallfahrt in Montejurra (Navarra), zu der auch rund 20 linke Parteien und Organisationen eingeladen waren, wurden zwei Anhänger des Partido Carlista ermordet und zahlreiche weitere verletzt. Hinter den Morden standen nachweislich rechtsfranquistische Kräfte innerhalb der Guardia Civil und die Geheimdienstaktion „Operación Reconquista“, die vom damaligen Innenminister Manuel Fraga und Regierungschef Carlos Arias Navarro unterstützt wurde.
Im Jahr darauf beanspruchte Sixto Enrique de Borbón-Parma die Anführerschaft der carlistischen Bewegung ausdrücklich für sich und erklärte, der legitime Prätendent zu sein. Beide Prätendenten beriefen sich auf ihren am 7. Mai 1977 verstorbenen Vater. Die Hintergründe sind unklar. In einem Manifest vom 4. März 1977 hatte Francisco Javier (angeblich auf nachdrückliches Betreiben Sixtos) die immer linkslastigere Politik Carlos-Hugos verurteilt, während er in einem drei Tage später verfassten Papier an Carlos-Hugo als Erben auch in Hinblick auf den Thronanspruch festhielt. In der Zwischenzeit hatte Carlos-Hugo seinen Vater aus dem Krankenhaus geholt und zu sich genommen. Die Mutter beider Prätendenten hielt zu Sixto und ging so weit, Carlos-Hugo von ihrem eigenen Begräbnis 1984 auszuschließen.
Eine anhängerstarke Bewegung blieben die Carlisten noch bis in die 1960er Jahre. Bereits bei den ersten freien Wahlen 1977 zeigte sich jedoch, dass die Carlisten infolge ihrer Selbstlähmung durch Uneinigkeit im Zuge nur eines Jahrzehnts politisch in die Bedeutungslosigkeit abgerutscht waren. Der PC blieb eine Splitterorganisation, welche 1977 etwa 8500 Mitglieder zählte, und brachte es sogar im navarresischen Regionalparlament 1979 lediglich auf 4,79 % der Stimmen und einen einzigen Sitz, war ab 1983 gar nicht mehr dort vertreten und fährt inzwischen als Splitterpartei weit unter 1 % der Stimmen ein – 2003 waren es 0,34 % der Stimmen, 2007 halbierte sich der Stimmenanteil des PC nochmals auf 0,16 %.
Nach Ansicht einiger ist dieser Niedergang der carlistischen Bewegung nicht zuletzt auch darauf zurückzuführen, dass während der Regierungszeit König Juan Carlos I. die überwältigende Mehrheit der Spanier diesem in weit höherem Maße als jedem etwaigen Prätendenten Legitimität zuerkannte. Diese Legitimität habe Juan Carlos spätestens durch seinen Einsatz für die Transition Spaniens, die Einführung der parlamentarischen Demokratie, und ihre Verteidigung gegen den Putschversuch von 1981 sowie durch seine Mitwirkung an der Einführung der föderativen Verfassung erworben, während die Prätendenten hauptsächlich durch nicht mehrheitsfähige politische Ansichten und nicht enden wollenden Familienzwistigkeiten von sich reden machten.
1980 zog sich Carlos-Hugo aus der Politik zurück und trat aus dem Partido Carlista aus, ohne jedoch seine Ansprüche auf den Thron aufzugeben. 1981 erfolgte die Scheidung von Prinzessin Irene, mit welcher Carlos-Hugo vier Kinder hatte.
Im Jahr 2000 setzte eine gewisse Wiederbelebung des PC ein, der bei den Kommunalwahlen in Navarra im Jahr 2003 in zehn Gemeinderäte einziehen konnte. Im Jahr 2005 bekannte sich der PC auf dem Bundeskongress von Tolosa erneut zur regionalen Selbstbestimmung und sprach sich gegen eine europäische Verfassung aus.

## Politische und gesellschaftliche Ziele des Carlismus

### Allgemeines
Es ist nicht leicht, den Carlismus zutreffend zu kategorisieren, da die Carlisten niemals monolithisch waren, während ihrer langen Geschichte kontinuierliche Entwicklungen durchmachten und Einflüsse anderer politischer Richtungen aufnahmen, wie auch andere politische Richtungen carlistisches Gedankengut übernahmen – etwa das soziale Engagement, das bei den Carlisten zum Beispiel in der Gründung christlicher Gewerkschaften zum Ausdruck kam. Ursprünglich aus einem Rückzugsgefecht des spanischen Ancien Régimes entstanden, definierte der Carlismus sich durch die Zeiten wiederholt neu, um den Anschluss an die Zeit nicht zu verlieren: um seine Vorstellungen durchzusetzen, focht der Carlismus zuerst Kriege aus, um dann zu einer parlamentarisch tätigen politischen Partei und unter dem Franquismus schließlich zu einer Art Interessenverband zu werden.
Die Carlisten galten jedenfalls in der ersten Hälfte des 20. Jahrhunderts vorwiegend als Partei des niederen Adels, waren aber bei ihrem zahlenmäßig beachtlichen Anhang bei den Bauern und Arbeitern auf diese Gruppe keineswegs beschränkt. Sie waren streng katholisch und tief konservativ – Teile von ihnen so sehr, dass sie im Zuge des Dritten Carlistenkriegs Bahnhöfe als neumodische Abscheulichkeiten angriffen. Ihr von den reformerischen Mellisten geprägtes Programm von 1897 nahm zwar Abstand von einem absolutistischen Staat, forderte jedoch auch weiterhin regionale Selbstbestimmung bei Einheit Spaniens unter dem Zeichen des Katholizismus, eine monarchische Staatsform, Wiedereinführung der Aristokratie in ihre traditionellen Funktionen und soziales Engagement im Sinne der katholischen Soziallehre in Übereinstimmung mit den betreffenden päpstlichen Enzykliken.
Der Carlismus fasste sich als bestimmende Kraft des so genannten Conservadurismo (spanischer Konservativismus) auf und neigte je länger, desto mehr zu einer autoritären Staatsführung und zum Korporativismus. So gelangte die CT in den frühen 1930er Jahren zu einem Programm, welches einen „ständischen neotraditionalistischen Monarchismus“ vorsah, der allerdings „einen extremen Etatismus vermied und bestrebt war, den Carlismus deutlich von faschistischem Radikalismus und faschistischer Diktatur abzusetzen“. Die Carlisten waren tief antikommunistisch und jedenfalls um den Spanischen Bürgerkrieg herum – ähnlich wie auch andere rechte Bewegungen – fest davon überzeugt, dass eine „jüdisch-marxistisch-freimaurerische Verschwörung“ Spanien in einen Satelliten der Sowjetunion verwandeln wolle.
Als Monarchisten lehnten die Carlisten die Idee der Volkssouveränität ab, propagierten aber keine diktatorische, sondern eine durch Glaube, Sitte und Gesetz eingehegte Königsherrschaft. Sie wandten sich vielmehr explizit gegen Despotismus: Sobre el Rey está el Ley, „über dem König steht das Gesetz“, womit in erster Linie das unabänderliche Naturrecht und die ungeschriebenen Grundsätze guten und gerechten Regierens gemeint waren. Ihre politischen Vorstellungen zeigten die Carlisten in ihrer eigenen Version der Marcha Real:
| „Viva España, gloria de tradiciones, con la sola ley que puede prosperar. Viva España, que es madre de Naciones, con Dios, Patria, Rey con que supo imperar. Guerra al perjuro traidor y masón, que con su aliento impuro hunde la nación.“ | „Es lebe Spanien, der Ruhm des Althergebrachten, mit dem einzigen Gesetz, das Gedeihen verheißt. Es lebe Spanien, das die Mutter der Nationen ist, mit Gott, Vaterland und König durch welche es zu herrschen wusste. Krieg den Meineidigen, Verrätern und Freimaurern, deren unreiner Atem die Nation verdirbt.“ |

Der Historiker Hugh Thomas illustriert die mit der carlistischen Weltanschauung in der Praxis verbundene Auffassung von Politik wie folgt: Als der Fraktionsvorsitzende der Carlisten in den Cortes, der Graf von Rodezno, 1931 gefragt wurde, wer im Falle einer Rückkehr des Königs wohl Ministerpräsident werden würde, soll er die folgende bezeichnende Antwort gegeben haben: „Sie oder einer von den Herren hier, es handelt sich doch nur um Sekretärsstellen … ich [selbst aber] bliebe beim König, und wir würden von der Jagd sprechen.“ Hugh Thomas zufolge „gehörte zum Kern der carlistischen Gesellschaftsauffassung … [d]ass die Politik auf der Jagd gemacht wird“.
Der Einfluss dieser die spanische Geschichte durch mehr als ein Jahrhundert nachhaltig prägenden Bewegung auf das heutige Spanien war vielfältig. Der baskische Nationalismus hat carlistische Wurzeln. Carlisten gründeten ferner mit den „Sindicatos libres“ die ersten christlichen Gewerkschaften Spaniens.

### Verhältnis von Kirche und Staat
Das carlistische Verständnis von Staat und Gesellschaft basierte wesentlich auf ihren idealen Vorstellungen eines Verhältnisses zwischen Staat und Kirche, wie es im Spanien der Zeit vor der Aufklärung vorgeherrscht hatte. Die Kirche legitimierte seit jeher nicht nur die Königsherrschaft mit ihrem Gottesgnadentum, sondern war seit den Zeiten der Katholischen Könige in einem so heterogenen Staat wie Spanien die stärkste integrierende und stabilisierende Kraft und in dieser Eigenschaft als Stütze der bestehenden Ordnung von entscheidender Bedeutung. Auf politischem wie auf kulturellem Gebiet war die Kirche allgegenwärtig.
Der Gipfel der spanischen Macht in Europa und der Welt fiel in diese Zeit der Symbiose von Thron und Altar. Im Zuge der Verklärung dieser Zeit nach dem Niedergang Spaniens um den Spanischen Erbfolgekrieg herum wurde ein Zusammenhang zwischen der alten Staatsverfassung und der vergangenen Herrlichkeit hergestellt, welchen der Carlismus aufgriff und sich zu eigen machte, weshalb er als eine Art Jesuitentum für Laien beschrieben worden ist.
Die mächtigste gesamtspanische Institution des alten Spaniens, die Inquisition, war eine staatliche Institution und eine wesentliche Stütze der Macht der Kirche. Auch obgleich die Inquisition in den letzten vierzig Jahren ihres Bestehens keine Todesstrafe mehr verhängt hatte, war ihre politische Macht bis in die Zeiten der Regierung Ferdinands VII., der sie auf Druck Frankreichs abschaffte, noch immer enorm und reichte bis in den Hofstaat des Königs hinein. Ferner trauten es die Absolutisten alleine der Inquisition zu, mit der Freimaurerei fertigzuwerden und den Liberalismus aus Spanien zu verbannen, und es verwundert nicht, dass noch bis in das 20. Jahrhundert eine der Hauptforderung der Carlisten die Wiedereinrichtung der Inquisition war, von der sie als von dem ehrwürdigsten, von Engeln vom Himmel auf die Erde gebrachten Tribunal sprachen.
Im Wesentlichen machten vier Elemente die gesellschaftspolitischen Vorstellungen aus, auf welche die Carlisten hinaus- oder besser zurückwollten: religiöse Einheit des Volks, ein auf religiösen Glaubenssätzen aufgebautes staatliches und gesellschaftliches System, Zusammenarbeit zwischen Kirche und Staat und Freiheit der Kirche. Bezeichnenderweise verbanden die Carlisten bei ihren Zusammenkünften stets politische mit religiösen Elementen. Einer politischen Ansprache pflegte das Lesen einer Messe voranzugehen.
Die carlistischen Vorstellungen vom Staatswesen waren dem Mittelalter entlehnt. Eine Trennung von Kirche und Staat war dort nicht vorgesehen. Zudem konnte die Religion keine Privatsache sein, denn die katholische Konfession und die christlichen Werte waren nach carlistischer Auffassung das Fundament der Gesellschaft. Um in diesem Sinne wirken zu können, wurde im Rückgriff auf das spanische Mittelalter die völlige konfessionelle Einigkeit des spanischen Volkes als erforderlich angesehen, was die Institution der Inquisition verbürgen sollte. Daher lehnte der Carlismus Religionsfreiheit strikt ab. Dass im Zuge der Debattierung des Entwurfs der Verfassung von 1869 die Carlisten in den Cortes im Streit um die Gewährung der Religionsfreiheit unterlagen, wird deswegen als einer der Gründe für den erneuten Griff zu den Waffen wenige Jahre später angesehen.
Die Carlisten sahen die politische Entwicklung Europas im 19. Jahrhundert als die in eine europäische Revolution übergegangene Französische Revolution an, welche ihrer Ansicht nach in allen europäischen Ländern, einschließlich Spaniens, fortwährend im Sinne ihrer politischen Gegner, der Liberalen, am Werk war. Der Liberalismus galt als Quelle allen Übels der Moderne. In diesem Sinne äußerte sich der Prätendent Carlos (VII.) wie folgt: „Die spanische Revolution ist nur eines der Bataillone der großen kosmopolitischen Revolution. Wesentliches Merkmal der letzteren ist die vollständige Verneinung der Herrschaft Gottes über die Welt; ihr Ziel besteht in der völligen Zerstörung der Grundlagen, welche durch das Christentum hervorgebracht worden sind und auf welchen die menschliche Gesellschaft begründet ist.“  Die Carlistenkriege sowie der Spanische Bürgerkrieg waren nicht nur politisch motiviert, sondern waren auch religiöse Kreuzzüge. So bezeichneten die Carlisten den Spanischen Bürgerkrieg offen als cruzada (Kreuzzug).

## Symbole des Carlismus

Modernes Symbol der Carlistenbewegung

Symbol der Carlisten ist ein rotes Burgundisches Andreaskreuz (cruz de Borgoña) auf weißem Grund. Das Burgundische Andreaskreuz stellt mehr oder weniger stilisiert zwei gekreuzte, nur roh zurechtgeschnittene Äste dar. Es erinnert an das Martyrium des Apostels Sankt Andreas. Auf einem weißen, aber gelegentlich auch blauem oder auch in anderen Farben gehaltenen Feld war es seit dem 15. Jahrhundert – als Philipp der Schöne, ein Herzog von Burgund, es als persönliches Zeichen verwendete – die spanische Kriegsflagge sowie Flagge Neuspaniens. Ursprünglich handelte es sich um ein burgundisches Emblem – Schutzheiliger der Herzoge von Burgund war St. Andreas. In Verwendung war das Burgundische Andreaskreuz als Kriegsflagge bis 1843, als die 1785 eingeführte rotgelbrote Seekriegsflagge (die in ihren Grundzügen der heutigen Flagge Spanien entspricht) auch für den Krieg zu Land sowie als Staatsflagge verwendet wurde. Von 1843 an stand die carlistische Bewegung somit unter einer alten spanischen Flagge im Feld, was an das Phänomen der schwarz-weiß-roten und schwarz-rot-goldenen Flaggen in Deutschland erinnert. Auch in den ehemaligen hispano-amerikanischen Provinzen ist das alte burgundische Andreaskreuz bisweilen noch zu finden, so etwa als Flagge des bolivianischen Departamento Chuquisaca; es inspirierte unter anderem die Flagge der chilenischen Stadt Valdivia.
Die carlistische Tracht besteht in roten Baskenmützen, von welchen eine goldene Kordel hängt (auf Baskisch txapelgorri genannt).
Ihre Hymne ist die „Marcha de Oriamendi“, benannt nach einer Schlacht des Ersten Carlistenkriegs 1837.
Der Wahlspruch der Carlistenbewegung lautet Dios, Patria, Fueros, Rey („Gott, Vaterland, alte Vorrechte, König“. Man vergleiche das Motto der christlich-konservativen baskischen Partei EAJ/PNV: Jainkoa eta Lege Zaharrak – „Gott und das alte Recht“). Der Wahlspruch des Partido Carlista allerdings lautet Libertad, Socialismo, Autogestión, Federalismo („Freiheit, Sozialismus, Selbstverwaltung, Föderalismus“).

## Die carlistischen Prätendenten

### Erste carlistische Dynastie

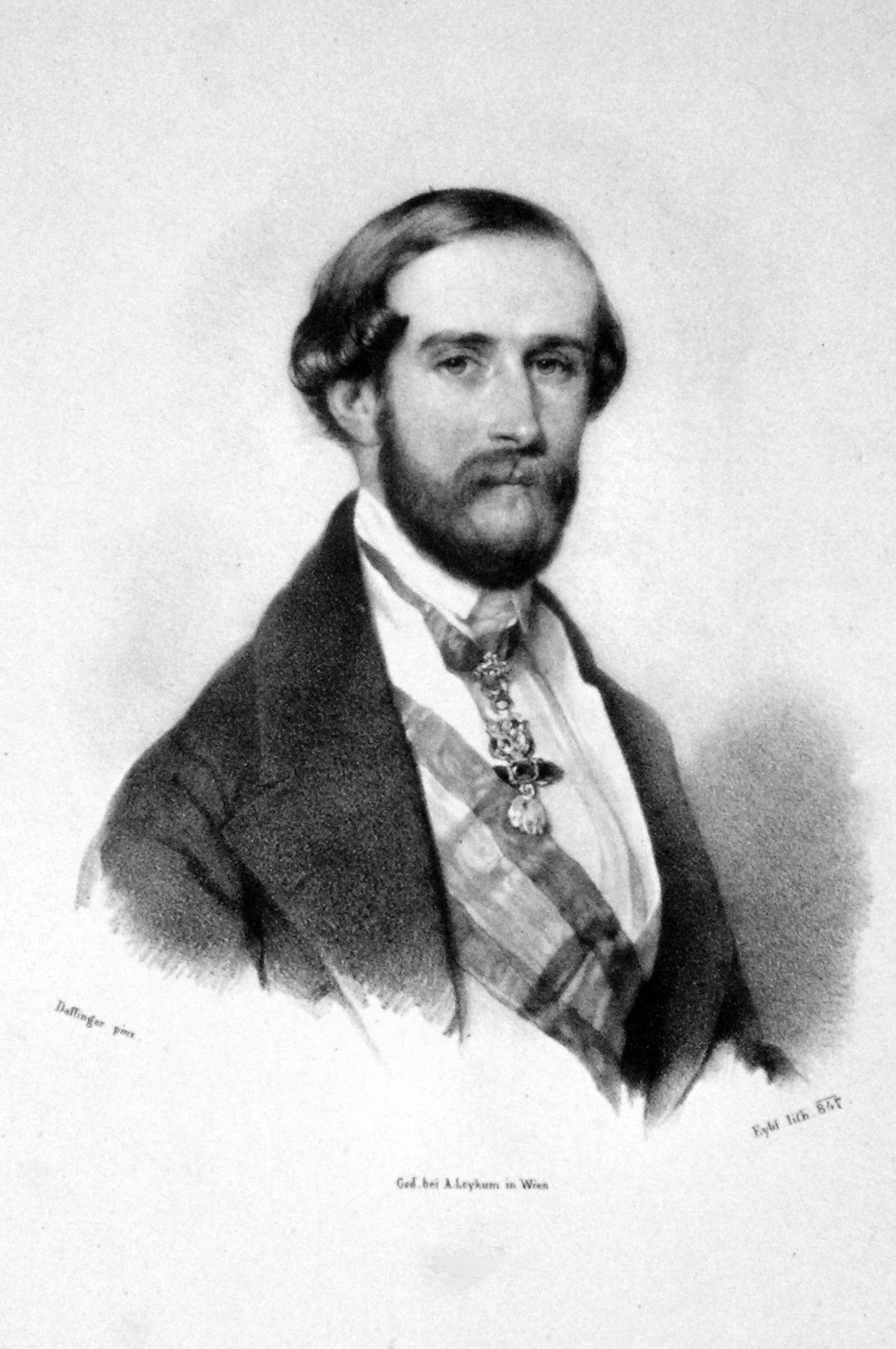
Juan (III.)

- Carlos (V.) Maria Isidro de Borbón y Borbón-Parma (* 29. März 1788 in Aranjuez; † 10. März 1855 in Triest). Begründer der ersten carlistischen Dynastie. Auch bekannt als Graf von Molina. Prätendent von 1833 bis 18. Mai 1845 (Abdankung). Anführer der Bewegung im Ersten Carlistenkrieg, von seiner Kontrahentin, der Regentin María Cristina am 16. Oktober 1833 zum Rebellen erklärt.

- Carlos (VI.) Luis de Borbón y Braganza. Sohn des vorhergehenden Prätendenten (* 31. Januar 1818 in Madrid; † 13. Januar 1861 in Triest). Auch bekannt als Graf von Montemolín. Prätendent von 1845 bis 1860. Abdankung in Konsequenz seiner Gefangennahme durch Isabellas Truppen in Tortosa.

- Juan (III.) Carlos de Borbón y Braganza. Bruder des vorhergehenden Prätendenten (* 15. Mai 1822 in Aranjuez; † 21. November 1887 in Brighton). Auch bekannt als Graf von Montizon. Prätendent von 1860 bis 1868. Wegen seiner Neigung zum Liberalismus zur Abdikation gezwungen, da ihm nach Ansicht der Carlisten keine „Legitimität durch Taten“ (nicht nur durch Abstammung) zustand. 1883 wurde er Haupt der königlichen Familie der Capets und konnte damit den französischen Thron beanspruchen.

- Carlos (VII.) María de los Dolores de Borbón y Austria-Este. Sohn des vorhergehenden Prätendenten (* 30. März 1848 in Laibach; † 18. Juli 1909 in Varese). Auch bekannt als Herzog von Madrid. Prätendent vom 3. Oktober 1868 bis 1909, 1873 im Santuario de Loyola zum spanischen König gesalbt. Anführer der Bewegung während des Dritten Carlistenkrieges. Großvater des späteren Prätendenten Erzherzog Karl Pius von Habsburg-Lothringen-Toskana.

- Jaime (III.) de Borbón y Borbón. Sohn des vorhergehenden Prätendenten (* 27. Juni 1870 in Vevey; † 9. Oktober 1931 in Paris). Auch bekannt als Herzog von Madrid. Prätendent von 1909 bis 1931.

- Alfonso Carlos (I.) de Borbón y Austria-Este. Onkel des vorhergehenden Prätendenten, Bruder Carlos’ (VII.) (* 12. September 1849 in London; † 29. September 1936 in Wien durch einen Verkehrsunfall). Auch bekannt als Herzog von San Jaime. Prätendent von 1931 bis 1936. Letzter männlicher Thronerbe der carlistischen Linie.

Mit Alfonso Carlos erlosch die erste carlistische Dynastie. Ein Enkel Carlos’ (VII.) trat jedoch zwischen 1943 und 1953 als „Carlos (VIII.)“ auf. Der Habsburger Erzherzog Karl Pius von Habsburg-Lothringen-Toskana (Carlos de Habsburgo-Lorena y Borbón), ein Abkömmling des Kaisers Leopold II. väterlicherseits und Enkel Carlos’ (VII.) mütterlicherseits, beanspruchte als legitimer Thronanwärter der Ersten Carlistischen Dynastie gemäß der „lex salica“ als Prätendent die Führerschaft der Bewegung, unterstützt von einer Gruppe sogenannter „carlo-octavistas“.

### Zweite carlistische Dynastie
Von 1936 bis 1952 gab es keinen offiziellen Prätendenten der carlistischen Bewegung. Als Regent diente in dieser Zeit Francisco Javier de Borbón-Parma.
Die Borbón-Parma sind ein Zweig der Familie, der sich vom Stammhaus bereits im 18. Jahrhundert unter Philipp V. getrennt hat. Letzter gemeinsamer Vorfahr der Stammlinie, der ersten carlistischen Dynastie und der Borbón-Parma war Philipp I. Herzog von Parma, dessen Tochter María Luisa als Ehefrau Carlos’ IV. Mutter sowohl Ferdinands VII. als auch des Prätendenten Carlos (V.) war. Abgesehen davon war die Ehefrau Carlos (VII.) eine Borbón-Parma und somit Mutter Jaimes (III.).
Am 30. Mai 1952 erhob Francisco Javier selbst Anspruch auf den Thron und begründete so die zweite carlistische Dynastie:
- Javier (I.) de Borbón-Parma y Braganza, mit vollem Namen Francisco Javier, * 25. Mai 1889, † 7. Mai 1977, Prätendent von 1952 bis 1975 (Abdankung). Seit dem Jahr 1964 Träger des Titels des Grafen von Molina.

- Carlos-Hugo (I.) de Borbón-Parma y Borbón, * 8. April 1930 in Paris, † 18. August 2010 in Barcelona, Sohn Francisco Javiers. Er führte auch den Titel eines Herzogs von Madrid.

- Carlos Javier (I.) de Borbón-Parma y Orange-Nassau, * 27. Januar 1970 in Nimwegen, Sohn Carlos-Hugos.

Als Gegenprätendent der traditionalistischen Richtung der carlistischen Bewegung ist aufgestellt
- Sixto Enrique (V.)de Borbón-Parma y Borbón, Gegenprätendent seit 1977. * 22. Juli 1940 in Pau. Auch bekannt als Herzog von Aranjuez.

### Weitere Prätendenten
Die Legitimität der Zweiten Carlistischen Dynastie war vor allem in ihren ersten Jahren nicht unumstritten. Obgleich die große Mehrheit der Carlisten Javier (I.) zunächst als Regenten und sodann als König anerkannte, akzeptierte eine Anzahl Carlisten ihn nicht als legitimen Prätendenten und wandte sich darum Personen aus der Hauptlinie der spanischen Bourbonen sowie einem Abkömmling Carlos’ (VII.) zu. Daneben gab es Carlisten, die weder die Zweite Carlistische Dynastie noch einen der nachfolgenden Prätendenten anerkannten.
- 1958 erkannte eine zahlenmäßig starke Gruppe von Carlisten Juan de Borbón y Battenberg, Graf von Barcelona, Vater des späteren spanischen Königs Juan Carlos, als Oberhaupt an.
- 1960 proklamierte eine zahlenmäßig starke Fraktion auf dem Montejurra den ältesten Sohn Alfonsos XIII. Jaime (IV.) als Prätendenten,[30] welcher eigentlich wegen seiner Taubstummheit die Rechte auf den spanischen Thron an seinen jüngeren Bruder Juan, den Grafen von Barcelona, abgetreten hatte. Demnach wären sein Sohn Alfons Jaime de Borbón und gegenwärtig sein Enkel Louis Alphonse de Bourbon als carlistische Prätendenten anzusehen, allerdings haben sie nie einen solchen Anspruch erhoben.
- Carlos (VIII.), ein Enkel Carlos’ (VII.), beanspruchte die Führung der carlistischen Bewegung von 1943 bis 1953; siehe bereits oben zur Ersten Carlistischen Dynastie. Ihm folgten seine Brüder Franz Josef und Anton. Prätendent der Carlo-Octavistas ist gegenwärtig der Sohn des letztgenannten, Dominic Habsburg-Lothringen als Domingo (I.), allerdings wird infolge vorangegangener nichtebenbürtiger Heiraten seine Eignung als Prätendent bestritten.[31]

### Triest – Sitz und Grablege der carlistischen Prätendenten
Ihren Hof hielten die carlistischen Prätendenten bis 1874 in Triest. Die Wahl Carlos’ (V.) fiel im Jahr 1847 auf diese Stadt, weil die Herzogin von Berry, die Schwester der Ehefrau Carlos’ (V.), ein Gebäude in der Via Lazzaretto Vecchio Nr. 9 besaß, dessen ersten Stock sie selbst bewohnte. Den zweiten Stock des Gebäudes überließ sie Carlos (V.). 1874 starb die Prinzessin von Beira, Carlos’ (V.) zweite Ehefrau, was dazu führte, dass Triest als Sitz der Prätendenten aufgegeben wurde.

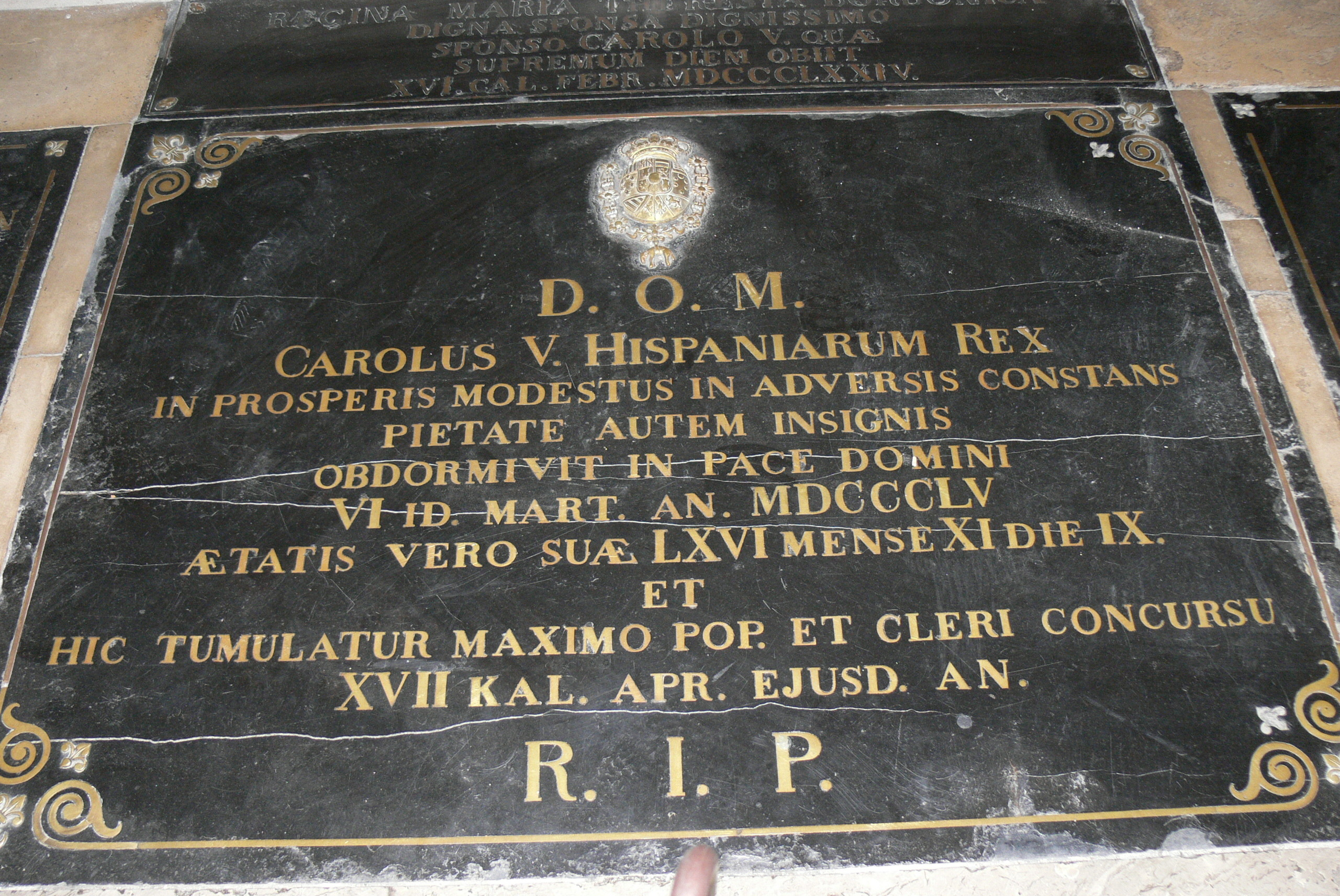
Grab Carlos’ (V.)

Die Grablege der carlistischen Prätendenten ist die Kathedrale San Giusto zu Triest, die deshalb auch der „carlistische Escorial“ genannt wird. Hier sind die Prätendenten Carlos (V.), (VI.) und (VII.) und Juan (III.) beigesetzt, sowie

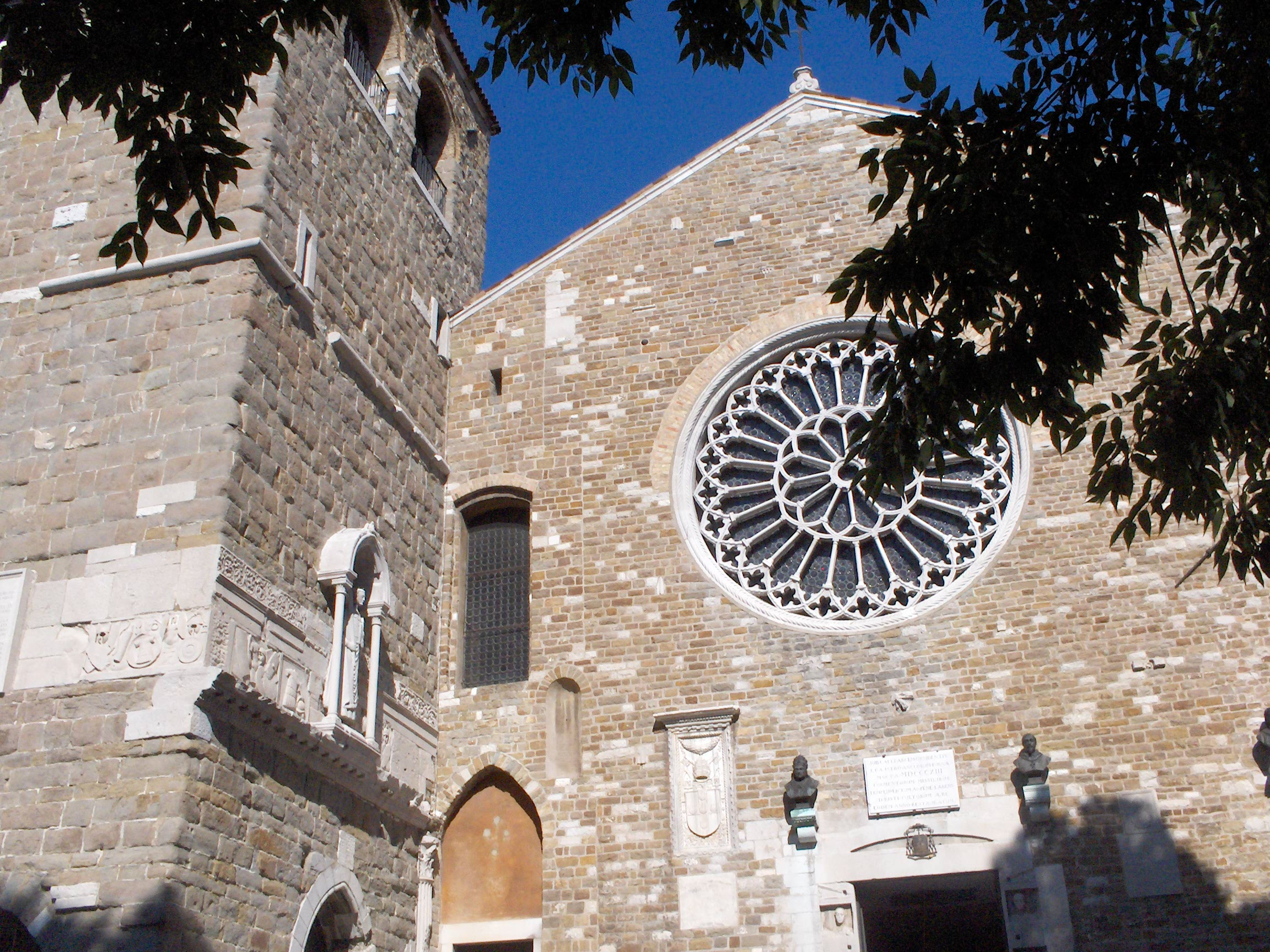
Kathedrale von San Giusto zu Triest

- die beiden Ehefrauen Carlos’ (V.) – María Francisca de Asís y de Borbón (1800–1816) und die seit 1838 mit Carlos vermählte María Teresa de Braganza y de Borbón, Prinzessin von Beira (1793–1874),
- die Ehefrau Carlos’ (VI.) – María Carolina de Borbón-Dos Sicílias (1820–1861),
- der Infant Fernando de Borbón y de Braganza (1824–1861), Sohn Carlos’ (V.),
- Francisco José Carlos de Habsburgo y de Borbón (1905–1975), Enkel Carlos’ (VII.).

In Parzelle Nr. 111 des Friedhofs von Santa Anna zu Triest liegen darüber hinaus 24 Mitglieder des carlistischen Hofgefolges. Diese Parzelle wurde 1868 von der Prinzessin von Beira angekauft; dem Grabstein sind die folgenden Worte zu entnehmen: Seguito dell’Augusta Signora Maria Teresa di Borbone, Contessa de Molina.
Die anderen Prätendenten wurden an anderen Orten bestattet:
- Jaime (III.), seine Mutter und Ehefrau Carlos’ (VII.), Margherita di Borbone-Parma, sowie Blanca de Borbón y Borbón-Parma, die Tochter Carlos’ (VII.) und Mutter Carlos’ (VIII.), in Viareggio (Italien),
- Alfonso Carlos und seine Frau, María de las Nieves de Braganza, im Schloss Puchheim (Österreich).
- Carlos (VIII.) fand seine letzte Ruhestätte im Monestir de Santa Maria de Poblet (Spanien).
- Juan de Borbón y Battenberg, der sich allerdings nicht als Anführer der carlistischen Bewegung verstand, wurde im Escorial beigesetzt, ebenso sein Bruder Jaime.
- Javier (I.) ist in der französischen Abtei Saint-Pierre de Solesmes beigesetzt.
- Carlos-Hugo (I.) ist in der Familiengruft in der Basilica di Santa Maria della Steccata in Parma beigesetzt.[32]

### Zeitgenössische Darstellung
- Edward Bell Stephens: The Basque provinces, their political state, scenery, and inhabitants, with adventures amongst the Carlists and Christinos. London 1837 (Digitalisat).

### Fachliteratur
- Martin Blinkhorn: Carlism and crisis in Spain 1931–1939. Cambridge University Press, Cambridge 1975, ISBN 978-0-521-08634-9.
- Mark Lawrence: Spain’s First Carlist War. Palgrave Macmillan, New York/London 2014, ISBN 978-1-349-48652-6 (einzige englischsprachige Monographie zum Ersten Carlistenkrieg).

Die folgenden Bücher befassen sich mit der spanischen Geschichte des 19. und 20. Jahrhunderts und behandeln in diesem Zusammenhang die Carlistenkriege und/oder den Carlismus mit unterschiedlicher Ausführlichkeit:
- Gerald Brenan: The Spanish Labyrinth. An Account of the Social and Political Background of the Civil War. Nachdruck der Canto edition (Originalausgabe 1943). Cambridge University Press, Cambridge 1993, ISBN 0-521-39827-4, S. 203–215.
  - deutsche Ausgabe: Die Geschichte Spaniens. Über die sozialen und politischen Hintergründe des Spanischen Bürgerkrieges. Karin Kramer, Berlin 1978, ISBN 3-87956-034-X.
- Walther L. Bernecker: Spanische Geschichte. Von der Reconquista bis heute. 2., erw. u. bibl. aktualisierte Auflage (1. Auflage 2003). WBG, Darmstadt 2012, ISBN 978-3-534-25084-4, S. 117f.
- Hugh Thomas: Der Spanische Bürgerkrieg. Büchergilde Gutenberg. Ullstein, Berlin 1964, S. 63–73.

### Belletristik
- Karl May: Der Gitano. Ein Abenteuer unter den Carlisten. In: Gesammelte Werke, Band 48. Das Zauberwasser und andere Erzählungen. Karl-May-Verlag, Bamberg/Radebeul 2000. ISBN 3-7802-0048-1.
- Ramón del Valle-Inclán: Der Karlistenkrieg. Romantrilogie. Fischer-Taschenbuch-Verlag, Frankfurt am Main 1991, ISBN 3-596-10699-0 (handelt vom Dritten Carlistenkrieg).